# エースコンバット7 スカイズ・アンノウン
『エースコンバット7 スカイズ・アンノウン』（ACE COMBAT 7 SKIES UNKNOWN）は、バンダイナムコエンターテインメントより販売されているフライトシューティングゲーム。エースコンバットシリーズ国内第15作品目。ナンバリングタイトルとしては12年振りに発売された 。
2019年1月17日にPlayStation 4版およびXbox One版が世界同時発売。同年2月1日にWindows版がSteamにて世界同時発売された 。PS4版のみVRモードのミッションが実装されており、PlayStation VRに対応している。また、発売5周年を迎えた2024年1月17日には、Nintendo Switch向けに2024年7月11日に発売予定であることが発表され、同日に発売された。任天堂ハード向けとしてはニンテンドー3DS向けの「エースコンバット3D クロスランブル/+」以来のエースコンバットシリーズとなる。

## 概要
本作のキャッチコピーは「願い、救い、痛み、恐怖、空はひとつにつながらない。」。
作品の世界観はストレンジリアルで、脚本は『エースコンバット04』のサイドストーリー及び『エースコンバット5』以来となる片渕須直が担当する。
シリーズ集大成として、シリーズ内で起きた過去の様々な戦争もストーリーに組み込んでいる。本作品の制作に際して、徐々に近づきつつある2040年を舞台とする『エースコンバット3』に繋がるような伏線も随所に散りばめられている。本件に関して、エースコンバット全般のブランドプロデューサーを務める河野一聡は、「『エースコンバット3』はエースコンバットフランチャイズとして出しているので，『エースコンバット7』にもいろいろと影響しています」と公式に回答した。『エースコンバット3』との関係としては、人物としてはヨーコやイェーガーが名前だけではあるが登場し、ダウンロードコンテンツのSP MISSIONでは2019年時点でのゼネラルリソース社も登場している。
本作を発表した当初、プラットフォームをPlayStation 4のみとしていたが、2017年1月26日にXbox OneとWindows版も発売することが発表された。日本では初めてのPC向けにも対応したエースコンバットシリーズとなる。PlayStation 4のみVRに対応しているが、VR専用のモードが本編とは別に用意されており、本編は他のプラットフォームと同じくVR非対応である。また、Windows版は他のPCゲームと同様に、8Kスーパーサンプリングと無制限フレームレートに対応しており、最も高画質である。PlayStation 4における「VRモード」は、フライトシューティングにおけるVRの未来をプレゼンテーションするために用意されたデモという位置付けであり、おまけ的な要素である。

## 沿革
- 2015年
  - 6月30日 - 『エースコンバット』生誕20周年。
  - 11月19日 - 『エースコンバット インフィニティ』ゲーム内で本作の情報が漏洩。情報は30分程度で削除された。
  - 12月6日 - PlayStation Experience 2015にてPS4用ソフト『ACE COMBAT 7』として初発表。アナウンストレーラー公開。
- 2016年
  - 12月5日 - PlayStation Experience 2016にてPSX2016出展用トレーラー公開。PS VRによる試遊デモも同時に出展。2017年発売を発表。
- 2017年
  - 1月26日 - 正式なタイトルを『ACE COMBAT 7 SKIES UNKNOWN』とし、Xbox One、Steamでの発売を発表。
  - 5月16日 - 発売を2018年に延期することを公式ページ及び公式Twitterで発表[5]。
- 2018年
  - 3月31日 - この日の17時（日本時間）をもって、『インフィニティ』がサービス終了。
  - 8月21日 - 発売を再び延期。各プラットフォームでの発売日を正式発表[14]。
  - 8月26日 - プレイベントとして松島基地航空祭で格納庫内にあるF-2Bの実機の横に試遊台が設置された。ゲームズコム2018に出展されたロムを使用しているが、松島基地にはF-2の教育課程（第21飛行隊）があることから特別にF-2Aが使用できるように調整されていた[15]。
  - 12月2日 - プレイベントとして新田原基地航空祭でF-15J実機4機の横に試遊台が設置された[16]。
- 2019年
  - 1月17日 - PS4及びXbox One版発売。
  - 2月1日 - SteamでWindows版発売。
  - 12月30日 - 『エースコンバット7』オリジナルサウンドトラック発売[17]。
- 2020年
  - 1月17日 - 発売1周年を記念し、公式twitterが壁紙を公開。
  - 3月26日 - コトブキヤから1/144スケール「ADFX-10F」、「ADF-11F」のプラモデル発売。
  - 4月2日 - ACE COMBATシリーズ25周年記念アップデート。LINEにてオリジナルLINEスタンプを配信開始[18]。
  - 6月30日 - 『エースコンバット』生誕25周年。
  - 8月20日 - 25周年記念アップデート第2弾として、「25th Anniversary Update-US Skin Series-」を無料配信[19]。
  - 11月5日 - プレミアムエディション発売[20]。
- 2024年
  - 1月17日 - 発売5周年と同時に、Nintendo Switch向けの発売予定を発表。Switch版は、本編にDLC6種を加えたデラックスエディションとして発売する[6]。
  - 7月11日 - Nintendo Switch版発売。

## システム
テーマを『空の革新』 としておりゲームエンジンにUnreal Engine4を採用、Simul Softwareの『trueSKY』により複雑な天候をリアルタイムで描写しており、以下の新システムが加わる。
雲
雲の表現そのものはすでに『2』 以降のシリーズから導入されていたが、本作では雲の表現と飛行への影響が一層強化されており、視界が悪化するだけでなくミサイルの追尾性能が低下する。また雲によってレーザー兵器（戦術レーザー、パルスレーザー）が拡散し攻撃力を失うようになっている。雲中を飛行するとBGMやSEが籠もったような音に変化する。
水滴表現
雲の中を飛行したり、雨や海水の水しぶきを浴びるとキャノピーに水滴が付着する。
アイシング
雲の中などの悪天候下で飛行を続けると、アイシング現象と呼ばれる着氷が発生する。視界を奪われるだけでなく、機体性能の低下を招く。
落雷
落雷に遭遇すると衝撃で機首が下を向き、しばらくの間、HUDの表示に不具合が発生する。
気流
一部の場所では強い気流によって機体が流されるため姿勢制御が難しくなり、オートパイロットで水平飛行を維持できても常に機首の方角が流されてしまう。
一部の戦闘機には上級者向けの空中戦闘機動としてコブラやクルビットなどのポストストールマニューバが実装され、背後に付いた敵を躱すことが可能となった。また失速時の挙動変化も再現されている。
PS4版にはPlayStation VRを使用し、パイロット視点で操縦や機体の鑑賞ができる「VRモード」と「エアショーモード」が収録される。VRコンテンツの制作にはサマーレッスンのスタッフが関わっており、開発時の知見が生かされているほか、3D酔い対策も徹底されている。
新たな機体及び特殊兵装の購入、機体強化パーツ入手は『インフィニティ』同様の機体ツリーで行う。出撃ごとに貯まるポイントを使い、機体や兵装、強化パーツを購入して強化していく。
多人数で遊ぶためのマルチプレイモードもバトルロイヤル形式と、チームデスマッチ形式の2つが実装されている。ルールも設定可能で、コストに規定値を設けたり特定の兵装を禁止することができる。

## ストーリー
キャンペーンモード
1999年の小惑星ユリシーズの破片が落着した災禍による難民問題により2003年にユージア大陸で勃発した大陸戦争において、敗戦国となったユージア大陸最大の国家・エルジア共和国は王政復古を行い、エルジア王国へと国号を変えた。2010年の環太平洋戦争後、オーシア大陸最大の国家オーシア連邦は、ユージア大陸復興の基盤として自国主導の下国際軌道エレベーターを建設。軌道エレベーター防衛用として開発された2機の巨大無人全翼機「アーセナルバード」による防空圏の構築に加えて、ユージア大陸各地に駐留するIUN国際停戦監視軍（IUN-PKF）の構成戦力として多数のオーシア軍を派遣していた。
エルジアはこれらをオーシアによる搾取と見なしてオーシアとの対立を深め、2019年5月15日にオーシアに宣戦を布告。予めオーシア本土に持ち込んだ貨物コンテナから発進した無人戦闘機によってオーシア本土の軍事基地を空襲した他、ユージア大陸でも東進して軌道エレベーターを占拠し、「第二次大陸戦争（灯台戦争）」が勃発する。
強大なオーシア軍に対してエルジア軍は大量の自律型無人機や接収したアーセナルバードで応戦し、オーシア軍を始めとするIUN-PKF部隊はユージア大陸南東部へと追いやられる。無人機を用いた正確無比な攻撃で民間人を巻き込まないエルジア軍に対し、オーシア軍は民間区域への誤爆を繰り返し、国際世論もエルジア側に傾いてしまう。IUN-PKFに所属するオーシア軍戦闘機パイロットである主人公「トリガー」はフォートグレイス基地飛行隊として反攻作戦で活躍を残すが、ビンセント・ハーリング元大統領を殺害した容疑を着せられ、懲罰兵がかき集められる第444航空基地へ送られる。
懲罰部隊でのトリガーは数々の危険な任務を達成し、エイブリル・ミードの手回しもあり正規部隊に復帰し、長距離戦略打撃群（ロングレンジ部隊）のストライダー隊隊長となる。以降、トリガーを始めとしたロングレンジ部隊は各地の奇襲作戦において活躍。軌道エレベーターを守るアーセナルバード1番機「リバティ」はストーンヘンジの砲撃で撃墜され、それによる防空網の縮小に乗じたオーシア軍の大規模な反攻によりエルジア軍は追い詰められ、ついにオーシア軍はエルジア首都ファーバンティの制圧に成功した。
しかし偶然にも両軍が同時に実施した衛星破壊作戦によってケスラーシンドロームが発生した結果、戦争とは無関係な衛星も巻き込まれ、衛星通信網が破壊される。両軍は混乱状態に陥り、エルジア軍は急進派と保守派に分裂して内戦を起こし、かつてエルジアに併呑された地域の独立派も蜂起。オーシア軍も衛星網に依存した敵味方識別装置（IFF）の機能不全と、エルジア軍情報部の工作で同士討ちを起こしてしまうなど、ユージア大陸は混沌を極めた状況となってしまった。エイブリルは戦争を終わらせるため、国籍を問わず諸勢力に呼びかけ有志連合の結成を促し、有志連合の攻撃でアーセナルバード2番機「ジャスティス」が撃墜され、次々と急進派は投降していった。
しかし、自動で稼働する無人機生産工場では新たに2機の新型無人戦闘機「ADF-11F」が生産され、軌道エレベーター周辺に展開していた有志連合部隊の前に現れてこれを次々と排除していく。両機は軌道エレベーターが持つ電波塔としての機能を使ってユージア大陸各地の無人機生産工場に自身のデータを送ろうとしており、もしそうなった場合、自律稼働する無人機にユージア大陸の空を明け渡すことに繋がってしまう。これを防ぐべく、一旦撤退を余儀なくされた有志連合はトリガーを中心に再編成を行い再度出撃。激闘の末、ADF-11Fは2機ともデータを送信する前にトリガーによって撃墜され、データ拡散は防がれた。
VRモード
旧ISAF（独立国家連合軍）によるカティーナ作戦から8年後の2014年、カティーナ作戦により壊滅したはずの旧エルジア共和国軍残存武装勢力「自由エルジア」の動きが再び活発化し、ユージア大陸各地で軍事行動や小中規模のテロが行われた。2010年に起きた環太平洋戦争によって世界のバランスが大きく影響を受け、それにより兵器や資金が流れた結果、勢力を回復させたのが原因と思われる。
この事態を重く見たIUN-PKF司令部は、かつての大陸戦争の英雄にしてカティーナ作戦を一人で遂行した旧ISAFのエースパイロットである主人公「メビウス1」に復隊を要請する。要請に応じたメビウス1はIUN-PKF第118特殊任務部隊に入隊、再び自由エルジアとの新たな戦いが始まった。
ダウンロードコンテンツ『SP MISSIONS』
IUN国際停戦監視軍、懲罰部隊の経験を経てロングレンジ部隊の「2つ頭」の一人とまで呼ばれるほどのエースパイロットになったトリガー。オーシア軍の脅威であったアーセナルバードの1機目の破壊に成功し、エルジア軍IRBM基地の破壊にも成功してから2日後のこと。オーシア軍は現地の情報源から得た情報に基づき、戦後の和平交渉を有利に進めるべく大量破壊兵器を所持するとされた、アルティーリョ港に停泊中のエルジア軍の最新鋭原子力潜水艦「アリコーン」の鹵獲作戦を実行する。しかしながら、それはアリコーンとその艦長で『コンベースの英雄』の異名を持つ「マティアス・トーレス」との戦いの始まりに過ぎなかった。
このストーリーは2019年9月2日のシエラプラタのエルジア軍IRBM基地爆撃から2019年9月16日のレイニー岬のエルジア空軍基地夜襲作戦まで（Mission13『爆撃指示』とMission14『ケープ・レイニー強襲』）の間に起きたトリガー達の出来事である。また、劇中及びDLC展開に合わせて公開された公式サイトのコラム内では、今作の未来にあたる2040年を舞台とした『エースコンバット3』に登場する巨大多国籍企業体・ゼネラルリソース社の活動も描かれている。

## 用語集

### 国家
オーシア連邦（Osean Federation）
北オーシア大陸西部の大国。首都はオーレッド。環太平洋戦争以後、ユークトバニアとの関係を修復した他、情報通信、金融サービス、軍需、宇宙開発といった分野で他の追随を許さない成功を収め、さらにはユージア大陸の復興を目的に旧エルジア領のセラプラタ沖合に国際軌道エレベーターの建設を主導した。また、世界の平和を維持することが自国の役割であるとして、世界各地に軍を駐留させるようになり、ユージア大陸に展開するIUN国際停戦監視軍にもかなりの部隊を派遣していた。これらに反意を抱いたエルジアの宣戦布告により戦争へと突入するが、開戦直後の無人機による奇襲で本土の空母戦力に多大なダメージを負った他、無人機を主軸とするエルジア軍の前に苦戦。更には民間区域への誤爆を繰り返した事から中立国をはじめとした国際世論の反感を買う。 
オーシア中央情報局（Osean Intelligence Agency, OIA）
オーシアの諜報組織。外交や安全保障上の決定に必要な情報の収集や、それらの分析・評価を行っている。部署としては、デイビッド・ノースが属する「先進兵器分析部」などが存在する。
OBC（Osean Broadcasting Company）
「5」や「ZERO」にも登場したオーシアの報道機関。開戦直後のエルジアによる攻撃を報道した。世界中に支局があり、「OBC News」の映像内ではセラタプラ他世界の主要都市に支局があるほか、ニュース専門のチャンネルがあり、TVやWebサイト上で24時間ニュースの放送を行なっていることが判る。正式名称は長らく謎のままであったが「OBC News」の映像内で初めて判明した。
 エルジア王国（Kingdom of Erusea）
ユージア大陸西部の大国。首都はファーバンティ。数十年前は王政だったが、大陸戦争当時は共和制であった。小惑星ユリシーズの落下によって甚大な被害を被り、それを原因として発生した難民問題でユリシーズ落下以前より緊張関係が続いていたFCUを始めとする東部諸国と対立。中立国サンサルバシオンへ侵攻して大陸戦争を勃発させ、一時はFCU主導の下東部諸国によって結成されたISAF（独立国家連合軍）を大陸外に退けて大陸全土をほぼ掌握したが、最終的にISAFの反攻に遭いファーバンティを陥落させられたことで降伏した。戦後は暫く暫定自治政府による統治を経て、王政復古を行って王制へと戻る事となった。戦後の軍事裁判により領土の40%を周辺国に割譲、あるいは独立させられた他、ユージア大陸の国家で随一の規模を誇ったかつての軍事力も、国土防衛やユリシーズ難民受入の支援活動を行える程度にまで限定されている。一方軍部では急進派が台頭し、EASAと協力し無人機を航空戦力の主軸に据えた体制へと移行しつつある。
オーシア主導によって建設された国際軌道エレベーターを「オーシアによる搾取の象徴」として受け止めたこと、更にIUN国際停戦監視軍としてオーシア軍が大陸への駐留規模を拡大したことからオーシアとの対立を深め、最終的にオーシアに対し宣戦布告すると同時にオーシア各地の軍港や軍事施設を無人機で奇襲攻撃し、灯台戦争を勃発させる。本戦争では無人機を使った軍事施設へのピンポイント攻撃に成功し、市街地への誤爆を繰り返すオーシアと対比して批判することで国際社会からの同情心を誘うことに成功する。更にはハッカーによってオーシアが持つ人工衛星の半数を乗っ取って活用し、接収したアーセナルバードなどの無人機に自軍の無人機技術を適用するなどしてオーシア軍に対抗する。
なお、『エースコンバット04』での登場時に引き続き英語が公用語として用いられていることに加え、文化的側面としては人名の一部や流行歌の歌詞が現実世界におけるフランス語圏に相当するものとして描かれている。
シラージ自治州（Shilage）
エルジア内陸部の州。ミハイの出身地。かつてはシラージ大公国（Grand Duchy of Shilage） として君主制を敷いていたが共和制を求める革命と直後のエルジア王国による併合により消失した。独立志向が現在まで長らく続いており、通信網崩壊後は駐留部隊がかつての隣国であったボスルージ出身の将校の協力を得てシラージを名乗り、エルジアからの独立を目論み蜂起した。シラージ城を中心に街が存在しており、また高速道路を戦闘機の離陸地に出来るようにしている。シリーズのセリフや設定を手がける鬼頭雅英によれば、モチーフはカタルーニャ自治州。
ボスルージ（Voslage）
かつてはボスルージ共和国（Republic of Voslage）という独立国で、数十年前エルジアに併合された国の一つである。独立を標榜すると同時に、かつての隣国であったシラージの独立運動に協力している。通信網崩壊後はボスルージ共和国を名乗りシラージと共に蜂起し、有志連合にも参加している。エルジアによる併合に伴ってもともと持っていた言語が失われつつあり、若年層は高年層が喋る言葉の意味が理解できなくなっている。
エルジア航空宇宙局（Erusean Air and Space Administration, EASA）
戦闘機の研究開発などを行う機関。共和制時代から存在していたが、王制へ移行した後も国家防衛と外貨獲得のため存続している。ファーバンティから離れた塩湖に実験基地を持ち、エルジア軍の無人機開発を行っている。
『エースコンバット3』に登場するEASA（政府宇宙管理機構）との関係性は不明である。
保守派（Conservatives）
エルジア軍内の派閥。ラバルト空軍中将を筆頭に高齢の軍人が派閥の中心を占め、無人機の運用に理解を示していない。オーシアにとって戦争終結のための有力な交渉相手であった。首都陥落によって求心力を失った急進派から主導権を取り戻すべく蜂起し、内戦に突入する。タイラー島では衛星破壊作戦後の混乱状態の中で、無人機の運用に携わったベルカ人を組織的に殺害するなど戦争犯罪に手を染める。軌道エレベーターでのアーセナルバードとの戦いでは有志連合に参加しオーシア軍と共同戦線を張る。
急進派（Radicals）
エルジア軍内の派閥。若い将校達によって構成され、EASAと共に無人戦闘機による戦力拡充を推し進めてきた。第二次大陸戦争の発端となった勢力であり、戦争初期の主流派閥でもあった。戦争初期の快進撃で軍内の日和見主義者の支持を取り付け、王家も味方につけたことで盤石な支持基盤を有していたが、首都陥落に伴って求心力を失ったことで保守派の台頭を招き、主導権を巡って内戦状態に陥る。最終的に軌道エレベーターの戦いで有志連合に敗北、アーセナルバードも撃墜されたことで主導権を喪失した。
 ベルカ公国（Principality of Belka）
北オーシア大陸北部の国家。オーシア連邦の北東に位置する。ベルカ戦争の敗戦で現在は小国となっているが、かつては高い技術力を誇り、兵器工廠「南ベルカ国営兵器産業廠」を前身とするオーシアのグランダー社は現在も高い技術力を保持している。ベルカ戦争では自国領内で戦術核兵器を使用し、2010年には一部強硬派がベルカ戦争の復讐を目的に権謀術数によって環太平洋戦争を引き起こしたことから、エイブリルからは「ベルカ人は混乱の源、陰謀家である」と評されている。
 ユークトバニア連邦共和国（Union of Yuktobanian Republics）
ベルーサ大陸北東部の大国。環太平洋戦争以後、オーシアとの関係を修復した他、一次産品の貿易相手国拡大や造船業の多角化によって歳入を増やしている。OBCのウェブサイトに現首相が「エルジアは戦闘をするだけの理由がある」と述べている記述が見つかっており、エルジア寄りの姿勢を見せているような描写がある。戦争終結後は国際軌道エレベーターにいる難民に輸送機で援助物資を空挺投下するなど人道援助を行った。
原子力潜水艦アリコーンはもとはユークトバニアで建造されたものだが、2011年4月に再任した首相のニカノールと当時のオーシア大統領ハーリングが締結した戦略兵器削減条約によってゼネラルリソースに解体を依頼している。
中央ユージア連合（Federation of Central Usea, FCU）
ユージア大陸中央部の国家。大陸戦争において、独立国家連合軍（ISAF）の組織を主導した。現在は難民問題やエネルギー問題に対処できず求心力を低下させている。
現在ではフォートグレイス基地などにIUN国際停戦監視軍が駐留している。
ボルゴデレスト（Bulgurdarest / Borgo dell'Est）
ユージア大陸東部に位置する国家。親オーシア国。バンドッグ曰く｢周囲に望まれない独立をした｣とのことで、国境沿いに壁を築いている。英語字幕では「Bulgurdarest」と「Borgo dell'Est」とが混在する表記ゆれがある。
街や空港の形状はスロバキアのスリアチュやスリアチュ空港 に酷似している。「Borgo dell'Est」はイタリア語で、日本語訳すると「東の村」という意味になる。
ノースポイント（North Point）
ユージア大陸北東に位置する国家。ユージア大陸とは海によって隔てられている。世界地図で見るところの極東の島国に位置する。大陸戦争当時はISAF本部が置かれていた。
2014年時点ではメビウス1などの機体にノースポイント基地を示す「NP」というテールコードが描かれている。2019年時点ではIUN国際停戦監視軍の基地があり、マッキンゼイ司令官やその他の第444基地司令部要員がこの地へ転属する予定であった。
かつてはユークトバニアやオーシアを仮想敵国とした軍事国家として成立していた時期もあるが、敗戦やクーデター等を経験して現在は中立国となっている。
セラタプラ（Selatapura）
ユージア大陸南部のガンター湾沿岸に位置する都市国家。かつてはエルジアの領土だったが、大陸戦争でのエルジアの敗戦を受けて分離独立した。1999年にユリシーズの破片が20km沖合に落下し、津波によって沿岸部の市街地は壊滅しており約3万人が犠牲となる被害を被った。オーシアと共同でクレーター跡には国際軌道エレベーターが建設されることになる。科学技術立国を標榜して外資企業を誘致し、ユージア大陸における多国籍企業の拠点や租税回避地となっている。気候は熱帯で天候は荒れがち。
大気はシンガポールに発生するシンガポールヘイズを参考に作られている。またセントーサ島に繋がる橋が本作では軌道エレベーターに繋がる橋になっているなど細かな違いはあるが、都市構造はシンガポール南部に酷似している。

### 地名・施設
オーレッド（Oured）
オーシア連邦の首都であり最大の都市。SP MISSIONではトーレスによって核攻撃の目標地点にされる。デイビッド・ノースはこの街の自宅アパートからリモートワークをしている。作中では9月19日に大陸戦争の終戦記念日を控えており、9月14日時点で戦勝デモとそれに対抗した反戦デモが100万人規模にまで盛り上がっていた。
ファーバンティ（Farbanti）
エルジア王国首都。ユージア大陸最西部に位置する港湾都市。西部にユリシーズの破片が落着したことでレイカークレーターと呼ばれるクレーターが出来上がり、市街地の一部が水没し市街地水没地区と呼ばれる場所が生まれている。街の南には埋め立て地区がありエルジア軍総司令部が置かれ、イージス・アショアが設置されている。埋め立て地区から東の市街地にはシルバー橋で繋がっており、北の市街地に向かっては大陸戦争で破壊されたジョンソン記念橋に代わり新たな橋が建造され繋がっており、市街地の側には復興祈念公園が置かれている。大陸戦争時と比べ近代的な高層ビル群が立ち並ぶなど復興が進んでいるが、一方で市街地水没地区に建つ高層ビル群は未だに撤去工事等がなされず倒壊しているものもあれば朽ち果てているものもあるなど廃墟の様相を呈している。
アンカーヘッド（Anchorhead）
アンカーヘッド湾に接するエルジア領南部の港湾都市。港は北のアンカー港と南のダキアーク港に分かれており、都市部には高層ビルが立ち並ぶ。SP MISSIONでは戦局悪化に伴い、ファーバンティを防衛すべく退役艦やモスボール保管されていた艦艇をかき集めて停泊させていたが、ストライダー隊の奇襲攻撃で壊滅的損害を被る。その後、衛星破壊作戦の混乱により市街地ではエルジア軍が急進派と保守派に分裂して戦闘を繰り広げ、展開していたオーシア軍も敵味方が分からず同士討ちをする泥沼な戦場と化した。
今作における都市部のモデルは横浜市である。
タイラー島（Tyler Island）
ユージア大陸南西部に浮かぶ離島。軌道エレベーターからは無補給での航行が可能な距離に位置する。アーセナルバードの補給基地であり、北部にはサプライシップを打ち上げるためのマスドライバーが存在する。またそれ以前から航空宇宙基地として機能していた名残として、スペースシャトルの残骸が点在する。
各種施設はオーシアの管轄下にあったが開戦直後にエルジア軍に占領される。奪還はオーシアにとって最重要目標のひとつであり幾度も部隊が送りこまれるも戦況は膠着していた。衛星通信網崩壊後はアーセナルバードを利用して戦争を続行すべくサプライシップ打ち上げのため補給基地死守を図るエルジア軍急進派によるアーセナルバードへの補給を阻止するべく補給基地奪取を図りつつ戦略爆撃機部隊による無差別爆撃作戦「ノーリターン作戦」を試みるエルジア軍保守派・通信網崩壊によるIFFの機能不全等により孤立潰走するオーシア軍が入り混じり、同士討ちや民間人の虐殺が繰り広げられる地獄と化した。
島のモデルとなったのはグアム。（ただし島の左半分のみ）ムービーでは伊豆大島が使われた。
国際軌道エレベーター（International Space EleVator, ISEV）
小惑星ユリシーズの災厄や大陸戦争からの復興基盤となる宇宙太陽光発電を目的として開発された軌道エレベーター。2011年にオーシアのハーリング大統領の主導で国際軌道エレベーター公社（ISEV）が設立され70ヶ月の工期を経てセラタプラ沖20kmの地点に建造された。塔の高さから「灯台」という通称も使われており、今作の戦争が「灯台戦争」と呼ばれる理由にもなった。
静止軌道に太陽光発電衛星を建造し、太陽光で発電した衛星からエネルギーをマイクロ波で地上のレクテナへ送ることで、ユージア大陸全域にエネルギー資源の供給を図ることを目的として開発されている。その戦略的重要性により、オーシア軍はIUN国際停戦監視軍として駐留拠点を増やし、オーシア主導で建造された2機のアーセナルバードによる防衛体制が敷かれている。一方でエルジアからはオーシアによる搾取の象徴と見なされており、灯台戦争の遠因ともなった。
高度12kmまでは風や外敵からクライマーやケーブルを守るため防災シールドで覆われている。世界一高い電波塔として機能しており、理論上は地球の半分まで通信を届けることができる。塔の頂上には災害や外敵の攻撃などによって生じる軌道エレベーターの歪みを検知するための位置マーカーが設置されており、すべて破壊されるとマイクロ波送電が停止する。アースポートとセラタプラは橋や海底トンネルで繋がっている。

### 組織
IUN（International United Nation）
ユリシーズ落下以前からユージア大陸に展開している国際組織。停戦協定の履行監視のため、ユージア大陸各地にIUN国際停戦監視軍を展開する。
初出はエースコンバット04の公式サイト。
IUN国際停戦監視軍（International Union Peace Keeping Force）
大陸戦争の停戦協定履行を監視するためにユージア大陸各地に展開している軍事組織。略称は「IUN-PKF」や「IUPF」。戦力の大半がオーシア軍で構成されており、エルジアには軌道エレベーター建造と相まって彼らの駐留が「オーシアによる支配」として見られている。
英名と略称はエースコンバットX2に登場した多国籍治安維持軍IUPFのセルフオマージュである。
有志連合
エルジア軍急進派が押さえる軌道エレベーターの制圧と、アーセナルバードの破壊を目的としてエイブリルの呼びかけによって結成された連合組織。エルジア軍保守派とエルジア内の分離主義勢力、オーシア軍によって構成されている。エルジア軍とオーシア軍という異なる軍が一時的に手を組んだ組織であるため、敵にも聞こえてしまうオープンチャンネルで通信するなど急場凌ぎの面も見られる。オーシア南部方面軍司令部を最高指揮機能とし、空軍戦力はオーシアからはロングレンジ部隊やサラマンダー隊、ドレイク隊、複数のB-2爆撃機、エルジアからはスコール隊やリジル隊、ボスルージ共和国軍を名乗るソル隊などが参加している。海軍戦力はオーシアから巡洋艦スターリングを旗艦とし、ミサイル駆逐艦ドレーク、ラークなどで構成される艦隊が参加している。
自由エルジア（Free Erusea）
エースコンバット5アーケードモードで登場し、今作のVRモードにも登場する武装組織。表記ゆれで「フリーエルジア」と書かれることもある。
大陸戦争におけるエルジア共和国の敗戦を認めず、ISAFへの抵抗を続けていた旧エルジア共和国軍残党諸勢力を、旧エルジア空軍将校を中心とする一派が糾合する形で2006年に結成されたが、同年に実施されたISAFのカティーナ作戦によって壊滅した。しかし環太平洋戦争による軍事バランスの変化によって再び活動を活性化させ、2014年にはIUN国際停戦監視軍に対し小中規模の軍事行動を取れる程にまでその勢力を回復していた。2019年の灯台戦争においても衛星破壊作戦後の混乱状態の中で同組織を名乗る武装集団が現れたと噂されている。
「絶対に止めなくてはいけない敵」
エルジア軍を離反したマティアス・トーレスら原子力潜水艦アリコーンの乗員たちによるテロリストあるいは非正規勢力。勢力名はデイビッドが名付けた。アリコーンに搭載された戦術核砲弾をレールキャノンでオーシア首都オーレッドに撃ち込み壊滅させることで「100万人の死」を達成し「1000万人を救済」するのが目的である。他にもアリコーンを下船している元乗員達もアリコーンのための諜報活動を行っている。
2019年9月14日、スプリング海のピアニー海溝を至る直前のPX80443海域でオーシア軍に発見・攻撃を受ける。降伏するふりをしながら核砲弾を発射するもトリガーの攻撃で失敗し、2発目もアリコーンのレールキャノンを破壊されたことで船体各所が爆発し誘爆。アリコーンが撃沈されたことで構成員の大半が死亡し壊滅した。
なお、発射された核砲弾の着弾点や外部で工作活動していた元乗員へのアリコーン撃沈後の対応は明らかになっていない。

### 企業
ノースオーシア・グランダー I.G（North Osea Gründer Industries）
オーシア信託統治領ノースオーシア州（ベルカ戦争以前のベルカ公国領南ベルカ）の工業都市スーデントールに立地する軍事企業。エルジアの無人機射出コンテナ、生産工場及びその製造プラントなどにも企業ロゴが描かれている。各工場ごとに独立採算制をとっているなど実質的には企業連合に近く、灯台戦争では本国の法人はオーシア側に、ユージアの現地法人はエルジアに兵器を供与していた。
元々はスーデントールを本拠地とするベルカ公国の兵器工廠『南ベルカ国営兵器産業廠（South Belka Munitions Factory）』で、重巡航管制機「XB-0 フレスベルク」や、ADFX-01/02といったADFシリーズの戦闘機を開発していたが、ベルカ戦争敗戦後の領地割譲に伴って現在の名前に改称しオーシアの企業となった。旧兵器産業廠時代より受け継ぐ高い技術力を有しており、オーシアの企業となった後は先述のADFX-01/02をベースに最新技術を投じたADF-01を開発している。
一方でその成り立ちから反オーシア感情が根深く、環太平洋戦争ではオーシアとユークトバニア双方に武器や技術を提供し、ベルカ強硬派「灰色の男たち」の工作組織として機能していた歴史を持つ。環太平洋戦争後にそれらの暗躍が露見し、社長であるソラーレ・オストベルグが逮捕されたが、企業としては解体されずに存続しており、灯台戦争の数年前からオーシアと対立するエルジアに無人戦闘機やIFF偽装の技術協力をした他、EASAにシュローデル博士などの技術者を送り込んでいた。
しかし2020年初頭、国連の制裁の対象となり、スーデントールの本社とセラタプラの現地法人「グランダーSS（Space＆Security）」の閉鎖が決定した。グランダー社及びその関連企業の従業員約6万人に対しては、ノースオーシア州当局によって約2年間の身辺調査が執り行われる他、公営企業への優先的再就職支援プログラムが実施される。また、優秀な技術者の確保を目的として、いくつかの外国資本が個別もしくは事業部単位での買収に名乗りを上げている。
ゼネラルリソース（General Resource LTD）
ユージア大陸北東FCU領内のポートエドワーズに本拠を構える多国籍企業。本作のSP MISSIONや公式サイトのFRONT LINE誌にて多数のグループ会社が登場する。
ユージア民間復興整備事業で頭角を現し、アリコーンの解体事業でオーシアやユークトバニアの資本を巻き込み更に巨大な多国籍企業へと変貌を遂げた。
2040年代を舞台とする『エースコンバット3』では、統一国家となったユージア大陸において先端技術の研究開発を行う傍ら、軍事から市民生活までを対象とした殆ど全ての分野で事業展開に成功、その圧倒的資本力・経済力をもってユージア大陸を事実上の信託統治領とするなど国家を超える権力を持つ超国家企業に成長している。ゼネラルリソースに代表される多国籍企業の成長と共に既存の国家が衰退していったことで国家間戦争は無くなっていったが、代わりに企業間紛争が深刻化していき、ゼネラルも新興企業であるニューコムとユージア大陸を舞台とした企業間紛争を繰り広げる事になる。
GRガーディアン・マーセナリーズ（GR Guardian Mercenaries）
SP MISSIONに登場するゼネラルリソースグループの民間軍事会社。略称はGRGM。元々は大陸戦争後の復興物資を輸送する外洋からの海上輸送船舶が海賊によって多大な被害を被ったことから、自社船舶の護衛を名目として2012年前後に設立された。潜水艦アリコーン鹵獲作戦中にオーシアとエルジア両軍を攻撃したミミック隊が所属している。
なお、本作の約21年後を描いた『エースコンバット3』では、ゼネラルリソースが有する私設軍事組織として「GRDF（General Resouse Defense Force）」が存在するが関係は不明である。
GRトレーディング（GR Trading）
SP MISSIONの文章中に登場するゼネラルリソースグループの商社。ユージア各国の都市整備事業を主軸に、海上輸送輸送や航空輸送事業を手掛け、そのシェアは世界の海上輸送の23%、航空輸送の18%を占めている。また、後方の兵站調達業務も行っており、2011年の収支報告書ではそれらの数字の3分の1を占めている。アリコーンのエルジアへの売却に関わっている。
GRマリン・アンド・シップス
ゼネラルリソースグループの造船会社。利益を生まないとされていた造船業において各国の企業を買収し、コストカットと独自の資材調達ルートの確保によって、2011年時点でそのシェアは世界中の海上輸送船舶の35%に及んだ。「ユージア・ビッグ8」と呼ばれるユージア大陸の8大造船所の一つ・ポートエドワーズ造船所の経営を行っている他、ポートエドワーズ造船所と共にビッグ8を構成するノースポート造船所、ファーバンティ造船所、デニス造船所、アンカーヘッド・ドック、ダキアーク工廠、コンベース造船所、セントアーク造船所のこれら全てにもこの会社の息がかかっている。2011年頃から軍事艦艇の受注も受けており、実績作りのためアリコーンを改装した。GRGMに対して警備船も製造している。
GRフォンテック
ゼネラルリソースグループの電子製品会社。スマートフォン等の携帯端末の開発を行っている。

### その他
ハーリングの鏡
輸送機で脱出中に、突然軌道エレベーターへ進路を変更し飛行した際のハーリング元大統領の行動についての「オーシア、エルジア両国間の意見の対立」または「解釈」。この行動が軌道エレベーターを「自ら破壊しようとしたのか」「エルジアの攻撃から守ろうとしたのか」のどちらにも受け取れることからこのような解釈が生まれた。この言葉を最初に発言したのはコゼットだが、言葉のニュアンス的には「他人は自分（自身）を映す鏡である」から来ていると思われる。
未知なる空へ（Skies Unknown）
軌道エレベーター建設に際してハーリング元大統領が描かせた絵画で、軌道エレベーターや関係施設に飾られている。地球をバックに数基の軌道エレベーターと輪になって踊る人々が描かれている。当初は軌道エレベーターやそれを建設したハーリングを嫌っていたコゼットは、この壁画を見て自身が誤解していたことを悟った。

## 部隊名

### オーシア

#### オーシア国防空軍
第508戦術戦闘飛行隊メイジ（508th Tactical Fighter Squadron "Mage"）
IUN国際停戦監視軍に所属するオーシア空軍の部隊。FCUのフォートグレイス基地に所属。キャンペーンモード開始時点でのトリガーの所属部隊であり、コールサインはメイジ2が割り当てられている。初回プレイ時のトリガーも含めF-16Cで編成されている。欠員により部隊に人が足りていないため、2機編成となっている。
第506戦闘攻撃飛行隊ゴーレム（506th Fighter Attack Squadron "Golem"）
IUN国際停戦監視軍に所属するオーシア空軍の部隊。FCUのフォートグレイス基地に所属。メイジ隊と共に作戦に参加する。4機のF/A-18Fで編成されている。
第616戦闘攻撃飛行隊ガーゴイル（616th Strike Fighter Squadron "Gargoyle"）
IUN国際停戦監視軍に所属するオーシア空軍の部隊。4機のF-14Dで編成されている。フォートグレイス基地とは別の基地の所属部隊。アーセナルバードとの戦闘でミハイにより1番機を落とされる。その後、再編成されハーリング救出作戦に参加し、IUN国際停戦監視軍司令部の指示に従い、軌道エレベーターの破壊を厭わない戦法を実行する。
第178戦術戦闘飛行隊スケルトン（178th Tactical Fighter Squadron "Skeleton"）
IUN国際停戦監視軍に所属するオーシア空軍の部隊。4機のF-16Cで編成されている。フォートグレイス基地とは別の基地の所属部隊。アーセナルバードとの戦闘で全滅する。
第444航空基地飛行隊スペア（444th Air Base Squadron "Spare"）
ユージア大陸東南の僻地ザップランドを拠点とする懲罰部隊。ミッション5以降よりトリガーが所属することとなる。
元々はハリボテの航空機を大量に設置してエルジア軍の攻撃を誘引する為の囮基地であり、航空隊は欺瞞遊撃を行う目的で囚人兵の中から戦闘機の搭乗経験者を徴集して編成されたものであったが、司令部からは次第に実用的な戦力と判断され最前線に派遣されるようになる。正規の部隊ではないため隊員は員数外の扱いであり、正規軍の弾除け代わりにされたり、強引な威力偵察を強いられるなど、捨て駒として扱われている。欠員が生じても補充されることはない。乗機はエイブリルがスクラップから再生した機体で賄われており、垂直尾翼にはテールコードに塗り重ねる形で罪線（ざいせん）と呼ばれる線が引かれる。線の本数はパイロットの罪状の重さに準じ、犯した罪が重いほど多くなる。戦闘機の機種も不揃い で連携も成っていないことから、正規軍からは異様な部隊として見られていた。ミッション10で恩赦が下り、正規軍部隊に編入されタイラー島基地奪還作戦に投入された。これを機にスペア隊は解体、解散した。
長距離戦略打撃群（Long Range Strategic Strike Group, LRSSG）
通称は「ロングレンジ部隊（LRSSG）」。愛称としては後述の戦術に由来する「渡り鳥部隊」。大陸東部のエキスポ・シティー南東の島にあるニューアローズ航空基地を拠点とし、ファーバンティ攻略後はアンカーヘッド湾の東に位置するガルドス航空基地を拠点とするオーシア空軍の部隊。ミッション11以降よりトリガーが所属することとなる。
エルジア軍の無人機による自動邀撃システムの穴を突き、目標地点の遥か遠くから空中給油を繰り返して飛来し、電撃的な奇襲をかけることを目的としたタスクフォース。戦闘機部隊はサイクロプス隊とストライダー隊の2個小隊で構成され、それ以外にも空中管制機などを含む。戦闘機部隊の中隊長はワイズマンが務める。隊のメンバーは固定ではなく、任務の内容や状況によって隊員の所属が入れ替わるなど、適材適所で臨機応変な対応が行われる。
第122戦術戦闘飛行隊サイクロプス（122nd Tactical Fighter Squadron "Cyclops"）
4機のF-15Cで編成される。小隊長はワイズマンが務め、彼が戦死した後はフェンサーが務める。
第124戦術戦闘飛行隊ストライダー（124th Tactical Fighter Squadron "Strider"）
スペア隊から異動したトリガーが小隊長を務める。前任のストライダー1はトリガーが異動してくる前に既に戦死している。プレイヤーが任意で選択するトリガーの機体を除きF-15Cで編成されている。
サラマンダー（Salamander）
ロングレンジ部隊と幾度も共闘する航空部隊。ストーンヘンジ防衛戦やファーバンティ攻略戦で共闘し、有志連合にも参加する。ADF-11F撃墜作戦には4機のF-35Cで参加するが、複数機が撃墜される。
ドレイク（Drake）
ロングレンジ部隊と幾度も共闘する航空部隊。ストーンヘンジ防衛戦やアリコーン鹵獲作戦、ファーバンティ攻略戦で共闘し、有志連合にも参加する。アリコーン鹵獲作戦では8機のF-16Cで参戦する。
エンチャンター（Enchanter）
SP MISSIONに登場する、電子戦機で構成される航空部隊。2機のEA-18Gで編成されている。アリコーン鹵獲作戦にて航空部隊をESMで支援した。

#### オーシア国防陸軍
メンヒル（Menhir）
ストーンヘンジを防衛する部隊。メンヒル部隊には5、6、7の3部隊が存在し、それぞれストーンヘンジの周りに拠点を設置している。
タンゴ（Tango）
タイラー島基地奪還作戦で派遣された部隊。

#### オーシア国防海軍
ファーバンティ揚陸艦隊
ファーバンティの埋め立て地区へ部隊を揚陸することを目的とした艦隊。もともとはエルジアに対する海上封鎖を目的とした艦隊のひとつであった。揚陸指揮艦ターミガン、揚陸艦フェザント、巡洋艦ホーンビル、シュービル、駆逐艦イーグレット、クレイン、ストーク、オーストリッチ で構成されている。迎撃を試みるエルジア艦隊を突破し港湾部にたどり着くも、増援としてやってきたソル隊のミハイ機により大きな損害を被る。
タイラー島基地奪還揚陸艦隊
タイラー島に所在する基地の奪還の為、タイラー島に派遣された艦隊。M17では　揚陸艦ワッグテイル、揚陸艦サンバード、揚陸艦バンティングが登場している。
有志連合参加艦隊
有志連合に参加したオーシア軍艦隊。旗艦は巡洋艦スターリングが務め、巡洋艦ブロードビル、ミサイル駆逐艦ラーク、ドレーク、トラーシュ、ワイルドグース、駆逐艦サンドパイパー、スナイプ、トロゴン、ケツァールで構成されている。アーセナルバード「ジャスティス」に対し巡航ミサイルによる飽和攻撃を実施するが、全弾「ジャスティス」のAPSによって防がれた上され逆にレーザー攻撃を受けスターリングが大破、ラークとドレークが撃沈されるなど大きな損害を被る。なおこの被害はレーザー砲による最初の攻撃によるものであり、プレイヤーが「ジャスティス」のレーザー砲を迅速に破壊すると一部艦艇が生き残れる。
アリコーン鹵獲艦隊
SP MISSIONに登場する遠征打撃群。旗艦は揚陸艦パフィンで、巡洋艦フライキャッチャー、駆逐艦バブラー、パロットビル、カイト、ナイトジャー、ヘイマーコップを擁する。パフィン艦長はロビン・エイリー。数々の対艦攻撃に晒されるなか、ストライダー隊などの支援の下でアリコーンへあと一歩の所まで接近し鹵獲作戦に移行するが、アリコーンからレールガンと対艦ミサイルによる攻撃を受け全艦が撃沈された。戦力は潤沢とは言えず、海軍戦力の不足から遠征打撃群の定数を揃えられていなかった。
スペクター（Specter）
SP MISSIONに登場する、哨戒機からなる航空部隊。4機のP-1で編成されている。アリコーン撃沈作戦においてアリコーンの艦載機や無人機に襲撃される中ソノブイ投下を行い、攻撃部隊を支援した。
アリコーン攻撃艦隊
SP MISSIONに登場。イージス艦と駆逐艦で構成される水上艦隊。イージス艦カナリー、駆逐艦グリーブ、ロースター、シーガルの4隻で構成されている。海上封鎖と突入に主力艦隊が割かれていたため定数不足であった。アリコーン撃沈を目的としたフィッシャーマン作戦に参加し、ストライダー隊やスペクター隊の支援によりアリコーンに向けて全艦が垂直発射型アスロックで攻撃しバラストタンクに損傷を与えたものの、浮上したアリコーンからレールガンと対艦ミサイル攻撃を受けカナリーとシーガルが撃沈され、ロースターとグリーブも戦闘不能に陥った。

#### オーシア海兵隊
シーゴブリン（Sea Goblin）
海兵隊員を搭乗させたCH-47からなる部隊。ハーリング元大統領救出作戦に参加し、アースポートに着陸しシエラ隊を展開させるが、エルジア軍からサーモバリック弾などの攻撃を受けて全滅した。
『エースコンバット5』にも登場しており、ウォードッグ隊の救出やハーリング大統領救出作戦などに携わった。
バジリスク（Basilisk）
海兵隊員を搭乗させたCH-47と対地支援用のAH-64Dで構成される部隊。エルジア領のレイニー岬空軍基地を制圧するため、ロングレンジ部隊と行動を共にする。ストライダー隊が確保した上陸地帯に輸送ヘリが降下しハンヴィーを搬出して突撃し、施設内部の銃撃戦に勝利し基地の制圧に成功する。

### エルジア

#### エルジア空軍
第68実験飛行隊ソル（68th Experimental Squadron "Sol"）
EASA実験基地に所属し、シュローデル博士と共に無人機開発の実験を行っている部隊。ミハイが搭乗するSu-30SM（シラージ城上空での戦闘時はX-02S）と4機の護衛機Su-30M2の計5機で編成される。隊員はかつてエルジアに併合されたシラージとボスルージの出身者で構成されている。ボスルージ系の隊員は望郷の念と敬意によりボスルージ共和国空軍時代のワッペンをつけている。いずれのパイロットも複座機に搭乗するが、ミハイは後席をコプロの搭載スペースにしており、それ以外のパイロットは後席に誰も乗せずに飛行する。
機体スキンはセルジュコフカラーをモデルとしている。
リジル（Rigel）
トリガーと幾度も交戦する航空部隊。開戦直後のフォートグレイス基地への空爆の際にMiG-21に搭乗して爆撃機の護衛機を務めていたが、スクランブルに上がったIUN国際停戦監視軍機により爆撃機を全機撃墜される。その後はスナイダーズトップの戦いやファーバンティの戦いにも参加した他、終盤ではスコール隊と共に有志連合に参加、Su-35Sに搭乗してアーセナルバードやADF-11との戦いに参加した。
スコール（Skoll）
トリガーと幾度も交戦する航空部隊。スコフィールド高原を攻撃に向かったIUN国際停戦監視軍機に対しMiG-21に搭乗してスクランブルに上がるが全機撃墜された。その後は第444航空基地へ爆撃するノーリ隊の護衛として登場するが、スペア隊の反撃により護衛対象を喪失する。ボルゴデレスト近辺でミラージュ2000-5に搭乗して警戒飛行中にオーシア軍のマッキンゼイ大佐を乗せた輸送機とその護衛機を発見し、応援の友軍機と共に攻撃を加えるが撃墜される。ファーバンティの戦いにも参加した。終盤ではリジル隊と共に有志連合に加わり、Su-35Sに搭乗してアーセナルバードやADF-11との戦いに参加した。
グラム（Gram）
トリガーと幾度も交戦する航空部隊。チョピンブルグ上空でIUN国際停戦監視軍の戦闘機部隊と交戦し全機撃墜された。シエラプラタ近郊でのIRBM発射を妨害するオーシア軍機に対して迎撃に上がった。またファーバンティの戦いに参加している。その後は保守派として活動し、タイラー島を無差別爆撃して急進派とオーシア軍を殲滅することを目的としたノーリターン作戦の参加部隊として爆撃機を護衛していたが、オーシア軍のロングレンジ部隊に阻まれて作戦は失敗した。
レフィル（Refil）
トリガーと幾度も交戦する航空部隊。ストーンヘンジでの戦闘ではオーシア軍の防衛拠点「メンヒル」に対して攻撃を行ったが、オーシア軍のストライダー隊により全機が撃墜された。ファーバンティの戦いにも参加している。衛星網崩壊後は保守派として活動し、アンカーヘッドでは急進派と協力関係にあったEASAの連絡機を攻撃するも、連絡機に民間人の所在を認めたオーシア軍のロングレンジ部隊によって全機撃墜された。
イリオス（Ilios）
衛星網崩壊後のアンカーヘッドで味方に攻撃を加える部隊。敵対する派閥を攻撃することを愛国的としており、同じエルジア軍機に対してベイルアウトするよう警告を促しつつ攻撃を加える。
ノーリ（Noli）
Tu-95やTu-160で構成される爆撃機部隊。第444航空基地を襲撃し、最初は隣接するダミーの滑走路を爆撃していたが、そのまま本物の管制塔まで爆撃し、欺瞞要撃から迎撃に移行したスペア隊により全機撃墜された。
アリコーン防衛部隊
SP MISSIONに登場する潜水艦アリコーン防衛を目的にアルティーリョに集結した戦闘機部隊。数多くの部隊が集結しており、パイロットの年齢層もベテランから若手まで幅広い。開戦当時エルジア空軍の航空作戦はほとんど無人機を主体として行われたため、それに対する不満やストレスを抱えており、アリコーンを防衛するよりもそれを口実にただ空で派手に暴れるのが目的で来たパイロットも少なくない。
- グラムロック（Glamrock）：F-4Eで構成された航空部隊。ベテランパイロット揃いだが機体共々ロートルを自認しており、自らをカウボーイと呼ぶ。
- シグルズ（Sigurd）：Su-57で構成された航空部隊。ベテランから若手までパイロットの年齢層が広い。

アンカーヘッド迎撃部隊
SP MISSIONでアンカーヘッドに奇襲攻撃したストライダー隊を迎撃するためにスクランブルした戦闘機部隊。
- フロッティ（Hrotti）：MiG-31で構成された航空部隊。ミサイルを搭載しないままスクランブルし機関砲だけで後続部隊の到着までの時間稼ぎを行う。
- アスク（Ask） / エギル（Egil）：Su-37で構成された2つの航空部隊。フロッティ隊の後に到着した。カウントから腕のいい部隊と呼ばれる。
- ノール（Nór）：搭乗機不明の部隊。

#### エルジア海軍[注 8]
劇中に登場する艦の内、艦名付きの艦の艦名は、ギリシャ神話や北欧神話に登場する神や巨人から採られている。
ニヨルド艦隊（Njord Fleet）
エルジア海軍の主力機動艦隊。空母ニョルズを中心にイージス艦フレイ、ヘーニル、ミサイル巡洋艦スカジの他、駆逐艦やフリゲート等多数の艦船で構成されている。ユージア大陸東部を攻撃するためスナイダーズトップの海上プラットフォーム周辺海域に展開し補給等を受けており、ニョルズなど一部の艦艇は先行して出発していたが、ロングレンジ部隊の攻撃によりプラットフォーム共々甚大な被害を受けた。
ニヨルドは北欧神話に登場する海神ニョルズの現代英語読み。
ラーン艦隊（Rán Fleet）
二線級化した艦艇や灯台戦争での戦闘教義に適合しにくい艦艇を集め、保存している艦隊。正式名称はエルジア海軍即応予備艦隊。
予備艦隊という名でありながら「即応」がつくのは戦闘教義に合致しないといえども緊急時には使用するためである。アリコーンもこの艦隊の「特殊戦闘艦部隊」に所属しているが、アリコーンの運用方法が従来のエルジア海軍艦艇とは異質であるゆえに設定された部隊で、アリコーンのみしか所属していない。
ラーンは北欧神話に登場する海神エーギルの妻である女神の名前。
アンカーヘッド停泊艦隊
ファーバンティでの決戦を見据え、退役艦やモスボール保管されていた艦艇を復旧させて再構築した艦隊。その出自から上述のラーン艦隊と同一部隊の可能性があるが、劇中で言明されることはないため当項目で解説する。
艦名が判明しているだけでもイージス艦ケト、タラッサ、巡洋艦エリス、エイレネ、駆逐艦カリュプソ、エウノミア、アパイアが所属しており、それ以外にも多数の巡洋戦艦、巡洋艦、駆逐艦、フリゲート、ミサイル艇、MQ-99無人戦闘攻撃機入りのコンテナを載せたコンテナ船がアンカーヘッドに停泊していたが、これにアリコーンが合流するという欺瞞情報を得たオーシア軍のクレメンス准将が立案した作戦に基づき、ストライダー隊による奇襲攻撃が行われて甚大な被害を被った。なお、悪天候で航行が遅れていた戦艦デュスノミア、イージス艦メティスなどで構成される艦隊も合流予定であり、ストライダー隊による奇襲攻撃の最中に到着した。

### その他
ミミック（Mimic）
クレメンス准将からトリガー暗殺依頼を受けたGRガーディアン・マーセナリーズ社の航空部隊。白と黒を基調としたダズル迷彩とフォルスキャノピー塗装を施した2機のSu-47で構成されている。周囲にダミーの標的を展開するHUDジャマーや近距離まで警報が反応しないステルス仕様のミサイルを用いる。主翼にはオーシアのラウンデルをつけておりオーシア軍の暗号化された軍用回線も使用してくるが、オーシア軍とエルジア軍のIFFには応答がない。攻撃対象も一貫性がなく、エルジア軍機のみならずトリガーに対しても攻撃を仕掛けたため、素性を知らないカウント達からは"コウモリ"と呼ばれている。
アルティーリョ港で友軍の鹵獲艦隊を護衛していたストライダー隊などのオーシア軍とエルジア軍が交戦する最中に乱入し、エルジア軍機を撃墜してそのままトリガーに襲い掛かる。その後、アンカーヘッド攻撃作戦を終了して帰投しようとするストライダー隊を再び襲撃し、先述したステルス仕様のミサイルでランツァ機を損傷させて撤退に追い込むが、最終的にトリガーとカウントとの戦闘で両機とも撃墜された。
SACS
原子力潜水艦アリコーンの艦載機部隊。黒を基調とし、垂直尾翼を白と赤で塗装した特殊カラーのラファールMで構成される。
アルティーリョ港の戦闘ではアリコーンから4機発艦し、先頭の機体はWMD弾頭と見られる巡航ミサイルを搭載してアリコーンから離脱するが、トリガーに追撃され撃墜された。僚機もトリガーの攻撃、あるいは巡航ミサイルの爆発に巻き込まれ撃墜された。先頭の機体がトリガーからミサイル攻撃を受けても僚機が自ら壁になるように機動するなど、パイロットの狂信的な点が垣間見える。PX80443海域の戦闘ではアリコーンを守るためオーシア軍と交戦する。

### IUN国際停戦監視軍
第118特殊任務部隊（118th Tactical Fighter Wing）
メビウス1などのノースポイント基地所属機やAWACSスカイアイで構成される航空部隊。
第1816爆撃部隊グレイモス（1816th Bomber Squadron "Gray Moth"）
B-52で構成される爆撃機部隊。着陸時を自由エルジア機に狙われ損害を被る。
オメガ（Omega）
エアショーで様々な機動を披露する部隊。オメガ1が解説を担当しオメガ2～4の3機がショーを披露する。F/A-18Fで編成されている。

### 自由エルジア
ボーンズ（Bones）
MiG-21で構成される航空部隊。爆撃機部隊を護衛する。
ゴースト（Ghost）
Su-57で構成される特殊航空部隊。4機編成。エンブレムはドクロマーク。IUN国際停戦監視軍に対し大きな損害を与えている部隊だったが、メビウス1との戦闘で全機撃墜された。

## 架空機/架空兵器
今作においては無人機がテーマのひとつとなっており、トレーラー公開当初よりクローズアップされているほか、ストーンヘンジなど過去作の兵器も登場している。

### 航空機
X-02S ストライクワイバーン（Strike Wyvern）
X-02Aをベースに、EASAとノースオーシア・グランダーI.G.が共同開発した空軍単独採用モデルの戦闘攻撃機。
外見こそ原型機のX-02Aからあまり変化していないが、単座機だったX-02Aと異なり複座型コックピットを採用しており、ウェポンベイ、エンジンの形状が変化している他、不要となったベントラルフィンは除去され、カナード翼は速度域に応じて外反角がつく可変式となっている。改良されたダークファイア長距離空対空ミサイルに加え、スターファイア長距離空対艦ミサイル、アークライト電磁投射砲を装備可能で、X-02Aの弱点だった対地攻撃性能の低さを改善している。作中ではエルジアから離反したミハイが本機のパイロットとなり、シラージ域内に攻撃を加えるロングレンジ部隊と交戦、激闘の末トリガーによって撃墜された。
難易度に関係なくキャンペーンモードクリア後に隠し機体としてエアクラフトツリーに追加され購入可能となる。上記シチュエーションにおいてミハイは戦闘が佳境に入ると本機のレールガンを4連射してくるが、プレイヤーが本機に搭乗する場合は同様の連射操作はできない。
ADF-01 ファルケン（FALKEN）
『2』で初登場し『5』でリファインされた大型戦闘機。ノースオーシア・グランダーI.G.が、南ベルカ国営兵器産業廠時代に開発したADFX-01/02をベースにCOFFINシステムやステルス技術、推力偏向ノズルなどの新技術を投入して開発した。
本作ではDLCによる追加機体として配信され搭乗することができる。
ADFX-01 モルガン（Morgan）
『ZERO』で初登場した、ノースオーシア・グランダーI.G.の前身である南ベルカ国営兵器産業廠が試作した全天候多目的戦闘攻撃機。ADF-01の原型機ともなった機体で、大型双発エンジンやエンテ型の翼配置などに共通点を見出すことが出来る。
本作ではDLCによる追加機体として配信され搭乗することができる。
CFA-44 ノスフェラト（Nosferatu）
『6』で初登場した、エストバキア連邦が開発した次世代ステルス艦上戦闘機。高い機体性能に加え、全方位多目的ミサイルランチャーや汎用レールガンユニットなどの先進的兵装を有しており、単機での殲滅戦闘をこなせる程その総合性能は非常に高い。
本作ではDLCによる追加機体として配信され搭乗することができる。
XFA-27
『2』で初登場した、統合軍特殊戦術戦闘飛行隊「スカーフェイス」が運用したステルス艦上戦闘攻撃機。「究極」という開発コンセプト以外、開発国やメーカーも不明な謎の機体。
本作ではDLCによる追加機体として配信され搭乗することができる。
ASF-X 震電II（Shinden II）
多彩な運用環境を想定して開発された新型支援戦闘機。上下二段配置の双発エンジンと可変式前進翼で高い運用性と安定した飛行性能を発揮する。
本作ではDLCによる追加機体として配信され搭乗することができる。 なお、本機が『AH』で初登場した際は「自衛隊と大河重工が共同開発した新型支援戦闘機の技術立証機」という設定であった。ストレンジリアル世界を舞台とした作品に登場するのは本作が初であり、自衛隊関連の設定は当然ながら適用されていない。
ダークスター（DarkStar）
映画『トップガン マーヴェリック』に登場する極超音速ステルス戦闘機。他の航空機とは一線を画する高速飛行性能を持ち、5000km/h以上での飛行が可能。
本作ではDLCによる追加機体として配信され搭乗することができる。他社作品の架空機が登場するのはシリーズ初である。

### 無人兵器
今作における無人機は特徴的なエンジン音（パルス音）を放つ。一部の既存機体を無人機として改修した機体も登場する。
全ての無人機には自律型AIが搭載されており、AIが独自の判断で行動する「完全自律モード」と、主に有人戦闘機の管制を受ける「スレイブモード」の2種類が存在する。スレイブモードでは、管制を行う有人機が撃墜されると機動が鈍る欠点がある（この状態の無人機を、他の有人機が回収して管制を行うことは可能）。一方、完全自律モードは大規模な通信障害が起こった状態でも搭載したセンサー類に基づく自律航法によって問題なく機能するが、いざという時に命令を受け付けず、思いがけない行動をとって暴走するという重大な欠陥がある。
アーセナルバード（Arsenal Bird）
今作の超兵器の一つである大型無人全翼機。全幅約1,100m、重量は10万トンを超える。
前期型で初号機の「リバティ」と、武装の追加を行った後期型の2番機「ジャスティス」の2機が建造されている。メイン2基・サブ6基の電動二重反転プロペラで飛行し、動力源となる電気は軌道エレベーターからのマイクロ波送電によって賄われるため、昼夜を問わず半永久的に飛行し続けることができる。軌道エレベーターを中心に2機が半径1,200kmを周回飛行して防空網を形成しており、敵性航空機が防空圏に接近すると戦略AIの判断でリバティかジャスティスのいずれかを迎撃行動に移行させる。
元々は軌道エレベーター防衛用の兵器としてオーシア軍主導で開発されたが、開戦直後に軌道エレベーターやタイラー島とともにエルジア軍に接収される。以後はエルジア軍の戦力となりIUN国際停戦監視軍やオーシア軍の攻撃を幾度も退けたが、ストーンヘンジの戦いでリバティが撃墜されたことで防空圏の範囲は当初の半分以下にまで落ち込み、ジャスティスも有志連合による軌道エレベーター破壊作戦で撃墜された。
共通の兵装として多数の垂直発射型空対空ミサイルを搭載している他、自己防衛機構として受電した電気エネルギーを瞬間的に放電することで一時的に一切の攻撃を遮断するアクティブプロテクションシステム（APS）と呼ばれる偏向シールドを備えている。ジャスティスではAPS再展開までの時間がリバティに比べて大幅に短縮されている他、新たに艦船を一撃で撃沈可能な対地攻撃用高出力レーザー砲と、機体下方部に存在する敵目標に対処するパルスレーザー砲を搭載している。これらの武装はAPS展開中は使用できないため、攻撃の際はAPSが解除される。最大の特徴は機体翼下に5×4の吊り下げ式格納庫を4個持ち、最大80基の武装を積載できる点である。格納庫には無人戦闘機MQ-101やミサイルの積載が可能で、主にMQ-101を搭載することで空中空母としての役割を果たしている。
打ち上げにはタイラー島のマスドライバーが使用されており、打ち上げの際には機体に補助用の固体ロケットブースターが取り付けられた。
MQ-101
アーセナルバード下部に格納庫に埋め込み式で搭載される無人戦闘機（パラサイト・ファイター）。外見はX-47Bに酷似している。
元々はオーシア連邦が開発していたものだが、アーセナルバードもろとも現地のノースオーシア・グランダーI.G社の生産施設をエルジア側が接収したため、エルジア軍が運用している。生産施設は戦中も拡大しており、ISEVの構造体生産工場が本機の無人生産工場になっている。
主翼を折り畳んで上下反転した状態で搭載されており、母機から投下後、反転するとともに空中で主翼を展開し飛行する。運用としては母機の防御のほか、先行して目標地点に展開し、露払いとしての役割を果たす。武装はミサイルと機関砲を持ち、自衛用にチャフやフレアも搭載されている。一旦投下された後でも、発進時と殆ど逆のプロセスを行うことで母機へ格納できるようになっている。軌道エレベーターやアーセナルバードに向けて発射されたミサイルの射線上に割り込み、自ら盾となって防衛するなど、無人機であることを活かした戦術を取る。
ヘリオス（Helios）
アーセナルバードに搭載される長距離ミサイル。一定範囲内の目標を熱と衝撃で破壊する。炸裂時の青白い閃光が特徴的。弾頭を輸送中の車両や輸送機が攻撃されると、誘爆することがある。
サプライシップ（Supply ship）
アーセナルバードに搭載される兵装や、MQ-101の航空燃料および兵装の補給機。リニアエアロスパイクエンジンを採用していることが特徴。
タイラー島のマスドライバーによって打ち上げられ、ピギーバック輸送されるサプライユニットをアーセナルバード下部に連結し、アーセナルバード内部の機構を通じて各所へ補給される。通常は2隻単位で射出され、片方が物資を積載したサプライユニットを載せ、もう片方には何も載せず射出される。何も載せていない方はアーセナルバードから空のサプライユニットを受け取り、もう片方の機がサプライユニットをアーセナルバードに連結させることで補給を完遂させる。タイラー島の戦いでは両機ともサプライユニットを搭載している状態で登場し、撃墜後の爆発からヘリオス弾頭を輸送していたことがうかがえる。
MQ-99
エルジアによって運用される小型無人多用途戦闘機。機首下面にはF-35のEOTSのようなセンサーが装備されている。武装はミサイルと機関砲を持ち、自衛用にチャフ・フレアを射出可能。
機体規模は輸送コンテナに格納できるほどコンパクトであり、内部に設けられた展開式ランチャーを介しゼロ距離発進が可能となっている。その展開・隠蔽能力の高さから開戦直後にオーシア各地の港に停泊中の貨物船に積載されたコンテナから射出され、オーシア軍の艦船に多大な損害を与えた。作中でもこれを内蔵した輸送コンテナを搭載したトラックが敵ユニットとして登場する他、輸送コンテナを多数搭載して一種の仮設空母としたコンテナ船も登場する。ユージア大陸においても自動邀撃システムを構築することでオーシア軍の進撃を困難なものにし、オーシア軍は懲罰部隊を出撃させることで自動邀撃システムの範囲を特定することになる。
衛星破壊作戦後は不調をきたすようになり、アンカーヘッドではEASA所属の連絡機を護衛していた無人機に呼応して勝手に発進しストライダー隊と交戦する。
ADFX-10 / ADF-11 / ADF-11F レーベン（Raven）
ノースオーシア・グランダーI.G.がEASAと共同開発した新型戦闘機で、ADFシリーズの最新モデル。ノーズユニットである無人戦闘機「ADF-11」と、それに装備する様々な用途のウイングユニットで構成される。
本作で登場するF型はウイングユニットのうち制空戦闘仕様の「RAW-F」を装備した仕様。COFFINシステムを搭載した有人機型も開発されている。
有人機型はDLCによる追加機体として配信され搭乗することができる。
コプロ（Copro）
F/A-18FやSu-35Sなどの有人機のコックピット座席にマウントされた球体型の無人制御・操縦補助AIユニット。搭載機はキャノピーの左右にライン状のライトが設置されているのが特徴で、非交戦モードでは青色、交戦モードでは赤色に発光する。一部の機体はIFFを偽装してオーシア軍になりすますことで敵を攪乱する任務に従事した。有人機をリーダー機とすることで有人機に追従するスレイブモードに切り替えることも可能である。スレイブモードはリーダー機が撃墜されると戦闘機動が取れないという弱点があり、別の有人機が回収することで再び戦闘機動が可能となる。ミハイが乗る機体の後部座席にも同様のユニットが装備されており、操縦の補助と飛行データの記録を行っている。
SLUAV（Submarine-Launched Unmanned Aerial Vehicle）
原子力潜水艦アリコーンに搭載されている無人航空機。ロッキード・マーティン コーモラントに酷似している。
アリコーンから水中発射可能で、戦闘機として使用される他、誘導砲弾の終末誘導にも使用される。アンカーヘッドでの戦闘ではアリコーンのレールキャノンから発射された誘導砲弾の終末誘導に使用された他、PX80443海域での戦闘ではSACSと共に展開してオーシア軍部隊と交戦した。
環太平洋戦争においてユークトバニア海軍が潜水空母リムファクシに本機に似たUAVを搭載していたが同型機かは不明。
バリアドローン（Barrier drone）
原子力潜水艦アリコーンに搭載されている無人航空機。六角形の胴体に複数のローターを備えたマルチコプター（ドローン）。
自機を中心とした一定範囲内に電磁バリアを展開することでミサイルや機関砲を防ぐことが可能で、複数機が同時に展開することで空中に壁を作ることができるが、電磁バリアは展開までに時間がかかるため、その隙に撃破される可能性がある。また、バリアを展開して一定時間が経過すると墜落する。
PX80443海域での戦闘においてアリコーンから射出され、自艦防御手段の一つとして用いられた。

### 地上兵器
ストーンヘンジ
エースコンバット04で登場した8基の超巨大レールガンとその稼働用設備からなる施設群。元々は小惑星ユリシーズの迎撃を目的として国際共同開発されたもので、ユージア大陸中部の中立国・サンサルバシオンのハッティーズ砂漠に建造された。一方でその長射程と絶大な火力は兵器転用すれば大陸規模の対空システムとなり得るものであり、大陸戦争時に旧エルジア共和国軍が接収したことで戦略兵器へと転用され、一時期ユージア大陸の大部分の制空権を掌握するも、ISAF空軍の空爆を受けその大半が破壊された。
2019年時点では施設は完全に放棄されていたが、隕石の破片によりダメージを受けて整備中だった4号砲だけがISAFの空爆を逃れて残されており、第二次大陸戦争においてアーセナルバードへの対抗策として目をつけたオーシア軍によって秘密裏に接収され、補強工事などを経て何とか復旧することに成功した。しかし10年以上に渡ってメンテナンスが行われず放置されていたため経年劣化が酷く、基盤システムの一部が復旧できた程度であり、稼働用の原子炉及び弾道計算用のスーパーコンピュータは使用不可能となっていたため、電源車による外部からの電力供給と測量員によってその機能を補っている。

### 艦艇
空母ケストレルII
キャンペーンモードで登場するオーシア国防海軍の最新鋭空母。
開戦時のエルジア軍による奇襲攻撃により、オーシア軍の空母戦力やIUN国際停戦監視軍の艦艇は大きな損害を受けていたが、本艦は航行中であったため被害を免れ、直ちに反撃として艦載機部隊がエルジア王国首都ファーバンティを攻撃するが、エルジア軍の反撃を受け攻撃は失敗する。その際に艦載機部隊が発射したミサイルが市街地で爆発したり、撃墜されたエルジア軍機が住宅街に墜落するなどして民間人に被害を与えたことがエルジア王国国内外のメディアで大きく取り上げられている。その後両面作戦において再びファーバンティ攻撃任務に当たるがまたしても艦載機部隊が民間人を誤爆して被害を与えた上に、エルジア軍の反撃を受け撃沈された。
空母アドミラル・アンダーセン
環太平洋戦争にて空母ケストレルの艦長として活躍した「ニコラス・A・アンダーセン」の名を冠したオーシア国防海軍空母。
開戦時はまだ艤装中の状態であり、エルジア軍の無人機による攻撃により損傷。その後修復され、陸上機・艦載機問わず多数の戦闘機を搭載しユージア大陸へ輸送していたが、途中でガンター湾の西で座礁し放置されていた。終盤においてADF-11Fの奇襲を受けたトリガーとカウントが緊急着艦し、損傷が軽微だったため短期間で修復され、最終作戦において前線基地として使用された。
空母アルバトロス
キャンペーンモードおよびVRモードで登場するIUN国際停戦監視軍所属の空母。どこの国家が保有しているかは明らかにされていない。
自由エルジアとの戦いではプレイヤーが選択する機体が艦載機の場合、メビウス1とオメガ11を発艦させる。灯台戦争初戦においてフォートグレイス基地に停泊していたが、エルジア軍の空襲を受け撃沈された。
空母ヴァルチャー
キャンペーンモードで登場するIUN国際停戦監視軍所属の空母。
開戦直後、ガンター湾に在伯していたためエルジア軍の攻撃を受けるが、航空隊を喪失しつつも湾からの退避に成功する。その後、フォートグレイス基地飛行隊と合流し両面作戦の東側を担った。
『エースコンバット5』にも同名の空母が存在するが、シンファクシ級潜水空母「シンファクシ」によって撃沈されており、その後浮揚修理を行った同一艦なのか、新造した艦なのかは不明。
揚陸艦ワッグテイル
オーシア国防海軍所属の揚陸艦。同型の揚陸艦である「サンバード」「バンティング」と共に泥沼の戦場と化したタイラー島から味方の上陸部隊を回収するため沿岸部に待機しており、タイラー島に飛来したロングレンジ部隊に対して味方の撤退支援を要請する。
いずれの艦もサン・アントニオ級ドック型輸送揚陸艦に酷似している。
原子力潜水艦アリコーン
SP MISSIONに登場するエルジア海軍即応予備艦隊特殊戦闘艦部隊所属の潜水航空巡洋艦。艦長はマティアス・トーレス大佐。大量破壊兵器を搭載しているとの情報を入手したオーシア軍によって鹵獲作戦が展開されるが、トーレス大佐がエルジア軍からの離脱を宣言して反乱を起こし、オーシア軍鹵獲艦隊を壊滅させた後に行方を晦ました。以降、SP MISSIONではこの艦の行方とトーレス大佐の目的を主軸とした物語が展開されることとなる。
元はユークトバニアがシンファクシ級の拡大発展型として建造された戦略級ミサイル潜水空母。実戦投入されないままSTART-3（第三次戦略兵器削減条約）に基づき廃棄が決定しスクラップとなる予定だったが、実際にはゼネラルリソース社のグループ企業であるGRマリン・アンド・シップスなどによって大規模改修が行われ、その後エルジア王国が購入した。潜水艦、空母、ミサイル巡洋艦の機能を併せ持ったトリマラン構造の巨大多機能潜水艦であり、その性能はOIAのデイビッド・ノースから「パワープロジェクション能力は空母打撃群に匹敵する」と分析されている。
衛星追跡艦シルバーアイ
SP MISSIONに登場。アリコーンの砲撃阻止に失敗し、2発目のレールキャノンの発射を許すと核砲弾がオーレッドに向かうことを報告する。

### 特殊兵装
本作に登場する航空機用の架空の武装は、年代設定が2019年まで進んだ影響か架空機に搭載される隠し要素としてではなく、F-15CやSu-33など一部の実在機にも装備可能な特殊兵器として用意されている。そのため、通常の機体購入に付随した特殊兵装の追加購入として獲得するものとなっている。
EML（ElectroMagnetic Launcher / レールガン）
航空機搭載型のレールガン。機体中心下部のハードポイントに搭載する武装としてユニット化され、開閉式フェアリングを備える。F/A-18F用のものとSu-33用のものは同じデザインだが、X-02S用はサイズ・形状・発射形態への移行シーケンスが大きく異なる。また、CFA-44用のものは機体上部に2基設けられたウェポンベイ内に装備しており、他の機体のものよりも威力が抑えられている代わりに2連射することが可能。
弾速は極めて速く威力も大きい一方で、無誘導で命中範囲も狭いため、その運用には高度な技術を要する。
搭載可能機体:F/A-18F、Su-33、X-02S、CFA-44
PLSL（PuLSe Laser / パルスレーザー）
高出力レーザーを断続的に連射する対地対空両用兵装。次世代の航空機関砲として開発され、従来の機関砲と比較して有効射程と弾速が向上している。照射された際の装甲板の蒸発による威力の低下が考慮されている。レーザーと名が付くが弾速は光速ではなく、命中させるには偏差射撃が必須となる。雲に当たるとレーザーが散乱してしまい、射程距離が著しく低下してほぼ無力化される。
ADF-11FやDarkStarでは固定兵装として装備されている。
搭載可能機体:F-15C、MiG-31B、Su-57、ADF-11F（固定兵装）、DarkStar（固定兵装、特殊兵装）
TLS（Tactical Laser System / 戦術レーザーシステム）
高出力レーザーを目標に照射し続ける特殊兵装。照射型のレーザーを発射し標的に照射時間に比例したダメージを与える。F-15EとSu-37が装備できるものは機体下部に吊り下げ式で搭載できるようになっている。ADFX-01のものは機体上部にピギーバック搭載されており、ADF-01のものは機体に内蔵されており使用時のみ変形しレーザー砲が露出する。ADF-11Fのものは機首部に搭載されている。レーザーの色はADF-01のみが青色で、他は赤色である。本作では過去のシリーズ作品に比べ威力が低めに抑えられている一方で、照射を中断せずに標準ミサイルへの切り替えとその発射が可能となっている。雲に当たるとレーザーが散乱されてしまい、射程距離が著しく低下してほぼ無力化される。
搭載可能機体:F-15E、Su-37、ADF-11F、ADF-01、ADFX-01

### その他
SRC-03a
アリコーンのセイル前方、飛行甲板部に格納式で搭載されている128口径600mmレールキャノン。砲身長76.5m、推定出力500MJ、推定射程3000㎞ の艦載砲としては破格の規模と性能を誇る砲で、戦略精密爆撃や対空制圧砲弾による対空攻撃が可能。
NBW-02
アンカーヘッドでアリコーンが補給を受けた際に2発搭載した、核出力1キロトンの強化型放射線弾頭を収めた200mm戦術核砲弾。全長400mm、重さ98kg。NBWとは「Neutron Bomb Warhead（中性子爆弾弾頭）」の略称。核ではあるが威力が小さく、着弾点から半径400m以内の人員を殺傷する程度。
マティアス・トーレスらアリコーンの乗務員は、これをアリコーンが有する600mmレールキャノンを用いて大陸戦争終戦記念日に沸くオーシア首都オーレッドに撃ち込んで壊滅させ、「100万人を虐殺」することで「1000万人を救済」することを目論んでいた。
NAR-01b-HVP
NBW-02に装着する装弾筒。厚さは合計400mmあり、NBW-02の口径200mmと合わせて600mmレールキャノンで発射可能となる。全長3000mm。重さはNBW-02含めて974kg。NARは「Nuclear Artillery Round」の略称で、HVPは「Hyper Velocity Projectile（超高速発射体）」の略称。

## 登場人物

### オーシア
トリガー（Trigger）
キャンペーンモードの主人公であり、プレイヤーキャラクターであるオーシア国防空軍に所属するパイロット。TACネームのトリガー（Trigger）は「引き金」の意。性別は男（「彼」と呼ばれている）。パーソナルマークはリボルバー拳銃を咥えた狼。カウント曰く、無口な性格。
開戦直後は、オーシアなど各国軍がユージア大陸の平和維持活動を目的として加盟している「IUN国際停戦監視軍」、その中のフォートグレイス基地所属メイジ隊2番機として、着任早々今回の戦争に参戦する。ハーリング前大統領救出作戦の最中に当の前大統領を誤射し死亡させたと疑われて、オーシア空軍第444航空基地飛行隊、通称「懲罰部隊」に左遷され、スペア隊15番機として危険度の高い任務に数多く就く事を強いられる。しかしその中で次第にエースパイロットとしての頭角を表していき、マッキンゼイ司令官の護衛任務を経て「長距離戦略打撃群（通称：ロングレンジ部隊）」に異動して正規軍に復帰し、ストライダー隊1番機として小隊を率いる事になる。ストライダー隊への転属後は懲罰部隊時代の罪線を爪痕のようにアレンジしたエンブレムを使用し、敵味方双方から「3本線（Three Strikes）」と呼ばれるようになる。
たびたび無茶な機動を行うため、主にバンドッグやエイブリルを筆頭に仲間内からは「大馬鹿野郎」呼ばわりされている。しかし、困難なミッションや絶望的な状況に陥っても必ず生還することと、僚機の生還率の高さから、味方からは「トリガーに付いて行けば生き残れる」と絶大な信頼を寄せられ、敵からは「空に3本線は凶事なり」「3本線がいると機体の調子が悪くなる」などと呼ばれ恐れられるようになる。
エイブリル・ミード（Avril "Scrap Queen" Mead）（日本語音声：ゆきのさつき）
第444航空基地エンジニア。愛称はアビー。オーシア側の語り部を務める。
根っからの個人主義者。数多くの機体をレストアさせ、スクラップ同然の機体すらレストアするその腕前から「スクラップ・クィーン」の異名を取る。複葉機が飛んでいた時代から四世代にかけて空を飛んでいた家系の生まれで、祖父から聞いていた「ダークブルーの空を見る」という夢を叶えるために、オーシア西部の砂漠で祖父とその友人たちと一緒にジャンクから8年以上の歳月をかけて復元したF-104Cに搭乗し初離陸に成功するが、同時期に灯台戦争が勃発し、エルジア軍の無人機を追跡していたオーシア空軍のF-15Cから機銃攻撃を受け撃墜される。生還するものの戦時航空法違反の判決が下り、オーシア空軍第444航空基地に送られ整備兵として扱われる。何度か脱走を試みるがその度に犬に捕捉され失敗している。スクラップからダミーの戦闘機を作る合間に本当に飛べる戦闘機も作り上げ、第444航空基地が曲がりなりにも航空戦力を保有できる一因となった。なお元々軍人ではないため戦闘機の操縦ライセンスは持っておらず、前述のF-104Cも無免許操縦である。また、撃墜された際に負傷したためか、オープニング以外のムービーでは右足に補助器具を装着して歩行している。
オーシア軍のパイロットだった父が、環太平洋戦争で撤退戦の殿になって戦死しており、当時の指導者だったハーリング大統領 を快く思っていなかった他、戦死した父親のことも蔑んでいた。だが、そのハーリングを殺したとされ、同時に父がやり遂げられなかった殿をやり遂げたトリガーに対しては「大馬鹿野郎」呼ばわりしつつも複雑な感情を抱くようになり、トリガーの機体に密かにカスタマイズを施したり、かつて中将だった祖父のコネを用いてトリガーを正規部隊に異動させるなど、影で世話を焼く。第444部隊の正規軍編入を経てトリガーと別れ、タイラー島奪還作戦に投入される。元囚人と元看守と行動を共にしつつ島を移動し、たまたま島に不時着していたコゼット王女と出会う。難民やエルジア脱走兵も糾合しつつ軌道エレベーターまで移動し、シュローデル博士との会合を経て戦争終結を目的に有志連合の結成を促す。祖父をはじめとした軍人らと多くの時間を過ごしたため常に荒っぽい口調で会話しており、チャンプからはその立ち振る舞いに対して「じゃじゃ馬」呼ばわりされている。
エイブリルの祖父（Avril's grandfather)（日本語音声：宮崎敦吉）
かつてオーシア国防空軍中将を務めた人物。本編開始時点では既に故人だが軍内部に友人が多く、これがエイブリルに間接的ながら参謀本部にさえ通じるパイプとなって遺されている。息子を戦死させたオーシア軍への不信や無人機を始めとした技術の進歩への警戒、そして自らの飛行経験を基に語ったダークブルーの空への憧憬など、エイブリルの人格形成に大きな影響を与えた人物でもある。
ノッカー（Knocker）（日本語音声：関口雄吾）
ゴーレム隊1番機。フォートグレイス基地飛行隊隊長。生真面目な軍人で、スタンドプレイを許さず隊員を厳しく管理する。厳しくも部下思いな人物で、手柄を立てるよりも生還する事を第一に考える。
ブラウニー（Brownie） （日本語音声：相川奈都姫）
ゴーレム隊2番機。隊長であるノッカーに忠実。ノッカーに認めてもらいたいあまり、新入りのトリガーをライバル視 しており、戦闘中に被弾しても「トリガーに穴を埋めてもらう必要は無い」と撤退を拒むほど。アーセナルバードとの戦闘で被弾し、撤退中をミハイ機に攻撃され戦死した。
ボグガード（Boggard）
ゴーレム隊3番機。
フットパッド（Footpad）
ゴーレム隊4番機。
ファウン（Faun）
ゴーレム隊再編時に配属されたゴーレム隊2番機。
クラウン（Clown）（日本語音声：北田理道）
メイジ隊1番機。F-16Cに搭乗する。欠員埋めのためにトリガーを自小隊の編成に入れる。一見面倒見がよさそうだが日和見主義な男。トリガーの上官として戦場でペアを組むこととなり、戦果について率直に称賛を送る性格はストイックなノッカーとは対照的である。トリガーがハーリングを撃墜したと思われた現場にも居合わせ、当初は「無人機がハーリングの輸送機にしつこく絡んでいた」と釈明し、トリガーの冤罪を晴らそうとするが多くの目撃証言と彼自身の日和見主義な面から庇いきれず、やむなくトリガーの責任だと認めてしまう。
カウント（Count）（日本語音声：中村章吾）
スペア隊2番機。詐欺罪で懲罰部隊に送られた。後にトリガーと共に長距離戦略打撃群に配属され、サイクロプス隊2番機となる。ストーンヘンジ防衛戦で損害を受けたサイクロプス隊の欠番（SP MISSIONを含む）や部隊再編成後はストライダー隊2番機となる。一人称は「俺」だが、初登場時は「僕」も使っている。貴族の家系の生まれを自称しており通称は「伯爵」、パーソナルマークも羽根の付いたシルクハット。TACネームである英語の「Count」は「伯爵」の意味である。444飛行隊ではSu-33、LRSSGではF-15Cに搭乗する。
「操縦の腕前はいいんだが手癖の悪い奴」と評される通り、パイロットとしての素質はあるが、他者への信頼や仲間との協調を軽視する傾向があり、命令無視して撤退したり、作戦中勝手に戦域を離れて無人機を呼び寄せてしまったりと素行が悪かった。毎回撃墜数を水増しして報告しているためマッキンゼイ司令からの覚えが良く、その甲斐もあって懲罰部隊の正規軍編入に際して多くの者が激戦が続くタイラー島に送られる中、彼はマッキンゼイ司令護衛任務に抜擢され、結果的にLRSSGに引き抜かれることになる。トリガーのことは当初からライバル視しており、なにかに付けて張り合っていたが、LRSSG編入以降は素直に実力を認めるようになり、やがて相棒のような関係になり、最終決戦時は周囲の友軍全てがトリガーを特別視する中、ただ一人彼と共に海底トンネルへと突入してADF-11を追う。自身の乗機が被弾して脱出不能に陥るなか、脱出路を見つけて「仲間が待ってる」とトリガーの脱出を促した。その後は胴体着陸を試みて見事成功、生還を果たす。
ワイズマンの事も表向きには煙たがっているが、内心では強く信頼しており彼がミハイに撃墜された際には動揺し取り乱した。最終的には友軍の危機を率先して排除したり当初は険悪な関係だったフーシェンとも軽口を叩き合う仲になるなど、444所属時とは打って変わって仲間と強い信頼関係を築くようになった。
フルバンド（Full band）（日本語音声：矢野智也）
スペア隊6番機。乗機は複座のF/A-18Fだが、後席の搭乗者については名前や顔などは不明である。
スペア隊一の情報通を自認しており、第444航空基地の兵士に賄賂を渡すことで様々な情報を引き出している。一方で深読みはしないので、間違った情報を伝えてしまうこともある。非常に口が軽いためその内容を無線で隊員達にひけらかすことも多く、言動をバンドッグに問題視されている。ワイアポロ山脈での任務の最中、IFFを偽装した無人機の襲撃を受けた際、バンドッグのミスにより味方機に敵機と識別され、カウントに撃墜されて戦死した。
この件についてバンドッグは「事故」だと言い張ったが、無線の内容からスペア隊が過酷な任務に繰り出される目的が自動邀撃システムの穴を突くための瀬踏みであることに気付いていた節があり、再三に渡る警告を無視して情報をひけらかそうとしたため、機密保持のために事故に見せかけて口封じされた可能性が示唆されている。
ハイローラー（High Roller）（日本語音声：高瀬右光）
スペア隊7番機。乗機はF-16C。
「High Roller」とは、賭場において高額の賭けを繰り返す者の意。そのTACネームに違わず「博打頭」とも「博打しか頭にない馬鹿」とも称されるほどのギャンブル狂であり、部隊内で行われる様々な賭けの胴元を務める。ロカロハ砂漠の戦闘で無人機の攻撃を受け戦死した。
チャンプ（Champ）（日本語音声：木村雅史）
スペア隊8番機。乗機はMiG-29A。尾翼のテールコードにはガーゴイル隊と同じ「DN」と書かれている。
トリガーに次いで多い2本の罪線から分かるように一番の問題児であり、管制官の指示を無視して強引に離陸したり、444航空基地が空爆を受けて喝采して大喜びするなど血の気が多い。戦闘飛行になると我を忘れ、命令も無視する。すぐ頭に血が上って乱射してしまうため、TACネームの「Champ」をもじって「chump（まぬけ）」とも揶揄される。しかし、気流の乱れている中コブラ機動を用いてオーバーシュートを行うなど、実力そのものは確かである。インシー渓谷の戦いでは先述した腕前でミハイ機をオーバーシュートさせて背後を取るが、直後にクルビットですぐさま回り込んだミハイ機の攻撃を受け戦死した。
タブロイド（Tabloid）（日本語音声：川田紳司）
スペア隊11番機。両親がベルカ人であるためベルカ語（現実世界におけるドイツ語に準じる）が喋れるが、彼自身はオーシア出身のオーシア人。乗機はミラージュ2000-5。
エイブリルら懲罰兵からは政治犯野郎（英語では無政府主義者）と呼ばれている男。その知識からくる独自の推測や陰謀論は懲罰兵たちの興味を引いており、中には的中しているものすらある。いつもニコニコと笑った顔をしていて、何を考えているのかわからない。常に笑顔を絶やさない素振りや態度が政治犯という罪状と矛盾するとも評価されている。本人は「くそみたいな戦争が終わらないのは、国なんて物があるからだ」と叫びながら石を投げたら投獄されたと話している等『ZERO』に登場した国境なき世界と類似した思想を持っていると思われる。当初からトリガーの腕を認めており、最初に無人機部隊の襲撃を受けた際は、他のパイロットが逃亡する中、自主的にトリガーの後ろに付いて生き残った他、サイクロプス隊の撤退任務でミハイ機の襲撃を受けた際、トリガーとエレメントを組まされ、無事に生き残った事で「トリガーに付いて行けば生き残れる」と、その腕前を最も高く評価するようになる。また、IFFを偽装した無人機部隊に襲撃されて部隊が混乱に陥った際は、咄嗟の思い付きで隊を救うなど、判断力にも優れている。懲罰部隊が正規軍に編入されると共に、激戦が続くタイラー島へ異動する。エイブリルらと行動を共にし、その過程でコゼット王女やシュローデル博士と出会い、最終局面では軌道エレベーターでの作戦に地上から参加する。無人機の墜落で難民たちが混乱するなかで、ジョルジュと共に難民の子供を自身の命と引き換えに救った。
ワイズマン（Wiseman）（日本語音声：三宅健太）
LRSSG中隊長。サイクロプス隊1番機。オーシアのトップエース。ストーンヘンジ偵察任務からの帰投途中に無人機およびミハイと遭遇するが、スペア隊の救援とトリガーの奮闘により難を逃れる。このことからミハイとドッグファイトを繰り広げながらも生き延びたトリガーに興味を持つ。その後アンノウン（ADFX-10）のデータ収集任務中にマッキンゼイ司令を護衛してきたトリガーと再会、同行していたカウント共々LRSSGに引き抜いた。トリガーの異動後は彼と共に「オーシア軍の2つ頭（Osean Big Shots）」と並び称されるほどの力量と、素行の悪いカウントにもきちんと向き合い信頼を勝ち取る器の持ち主でもある。SP MISSIONでは空には上がらず地上から作戦を指揮する。ファーバンティの戦いでは友軍に攻撃を加えるミハイ機を押さえるため、自らの機を囮にして食いつかせトリガーにミハイ機の撃墜を委ねる作戦を取るが、攻撃をかわしきれず被弾し戦死した。
フーシェン（Húxiān）（日本語音声：鶏冠井美智子）
LRSSG隊員。サイクロプス隊4番機。口は悪いが仲間思いで、スラム出身ながらパイロットになった努力家でもある。男勝りで荒っぽい口調の女性で、本人曰く「口が悪いだけでなく、手が出るのも早い」とのこと。
SP MISSIONやファーバンティ攻略戦後はストライダー隊の4番機を務める。ワイズマンと同じくトリガーに撤退を助けられ、自分では手も足も出ないと認めていたミハイと単独で戦って撤退させるのを見ていた為、トリガーのことは当初から認めていたが、撃墜されることを恐れ、自分たちを見捨てて撤退した懲罰部隊の機体もあったことから、カウントに対しては「お前があの時逃げていた機体だったなら、覚悟しておけ」とかなり辛辣に接する。その後徐々に認めていったのかファーバンティ攻略戦でカウントが隊の指揮を引き継いだ時は素直に従っており、軽口をたたき合う関係になる。最終作戦でトリガーとカウントが共に海底トンネルに突入した際もカウントを引き留めている。その後、トリガーの生還に他の面々が沸く中、真っ先にカウントの生死を心配しており、生きていると判った際は誰よりも喜んでいた。
イェーガー (Jaeger) （日本語音声:玉野井直樹）
LRSSG隊員。ストライダー隊3番機を務めるベテランパイロット。ワイズマン、フーシェンと同様にトリガーの実力を当初から認めていた。ストイックな中隊長の下で、隊を上手くまとめる調整役のような人物。齢は取っているが階級は高くない。息子がおり、家に帰ってトリガーの活躍を自慢することを楽しみにしている子煩悩さが度々垣間見える。ベテランらしく知識と経験は豊富であるが故に、ファーバンティ攻略戦後の部隊再編でLRSSGパイロット達の実質的なリーダー的立場となり、カウントを叱咤激励したり、ラバルト中将護衛作戦後から精神的に不安定になった司令官に代わって作戦立案及びブリーフィングの進行役も担当する。ベテランらしく戦術的な観察眼も優れており、戦闘中には敵機の挙動などに関する無線通信を行う場面も見られる。
なお、前述の息子とは『3』に登場するエーリッヒ・イェーガーであることが本編外のスタッフインタビューにて示された。
スカルド（Skald）（日本語音声：高瀬右光）
LRSSG隊員。ストライダー隊2番機。冷静沈着、無駄なことは話さない。トリビアゲームが得意。SP MISSION 01ではカウントがストライダー隊2番機を務めているため、イェーガーに代わってストライダー隊3番機として出撃している。ファーバンティ攻略戦後はサイクロプス隊2番機を務める。
ランツァ（Lanza）（日本語音声：後藤光祐）
LRSSG隊員。ストライダー隊4番機。いつも自然体で「わーお」が口癖。SP MISSION 02ではスカルドと交代してストライダー隊3番機として出撃している。ファーバンティ攻略戦後はサイクロプス隊4番機を務める。
フェンサー（Fencer）（日本語音声：佐野康之）
LRSSG隊員。サイクロプス隊3番機。ロングレンジ部隊の中でも実力者の一人。ワイズマンからもその腕を認められている。ストーンヘンジ防衛戦でアーセナルバードから放たれた無数の無人機に撃墜され負傷し、予備機体の配備待ちに加えて撃墜時に負った怪我を治療するため他の隊員よりも空に上がれない状態が長引き、アリコーン関連の戦闘には参加できなかったが、ファーバンティ攻略戦では復帰している。しかしファーバンティ攻略戦においてソル隊に撃墜され脱出している。ファーバンティ攻略戦後はサイクロプス隊1番機を務める。
テイラー（Tailor）（日本語音声：木島隆一）
LRSSG隊員。ファーバンティ攻略戦後にサイクロプス隊の3番機を務める。ロングレンジ部隊では唯一通信時に表示される顔写真がない。
フォートグレイス基地司令官（Fort Grays Island Commander）（日本語音声：佐野康之）
フォートグレイス基地の司令官。IUN国際停戦監視軍所属時のブリーフィングを担当する。
D・マッキンゼイ（D. McKinsey）（日本語音声：向井修）
第444航空基地司令官。階級は大佐。懲罰部隊所属時のブリーフィングを担当する。スペア隊の戦果を自身の出世のダシにし、保身しか頭にない典型的な小人物。些細かつ理不尽な理由で懲罰兵を頻繁に独房送りにするため、隊員からは常に恨まれている。出世コースから外れ現在の地位に甘んじているが本人は納得しておらず、囚人を有効活用して本部に栄転してみせると豪語する。トリガーを筆頭とするスペア隊の活躍を受けてノースポイントへの異動が決定されるが、本人の過剰な戦果の喧伝が裏目に出てか最前線への異動に変更された。その後の安否は不明。
なお、ミッション10では護衛対象である彼の乗る輸送機を撃墜することができる。スコアに1000ポイント加点されるが、当然ミッションは失敗となる。
長距離戦略打撃群司令官（LRSSG Commander）（日本語音声：宮本淳）
長距離戦略打撃群（ロングレンジ部隊）の司令官。LRSSG所属時のブリーフィングを担当する。機体の損失や戦果よりも隊の人員の生命を重視する人物。衛星破壊作戦の混乱と司令部から命令が届かない状況下で疲弊していき、カール大尉やラバルト将軍の戦死も重なりついには執務室に篭り泣き出してしまうなど、極度の非常事態により精神的に不安定になってしまう。タイラー島への移動時直前には言動が不明瞭になる等、心労と不安によって消耗しきっており、以降はロングレンジ部隊の実質的な指揮官はイェーガーが務めることになる。
AWACS「スカイキーパー」（AWACS "Sky Keeper"）（日本語音声：高橋英則）
フォートグレイス基地飛行隊の空中管制機指揮官。パーソナルマークは鏃型のフリップが映し出された円形のレーダースクリーン。
どんな時も冷静に事務的に仕事を行う。軌道エレベーターでのハーリング救出作戦ではレーダー網を単機突破するトリガーにハーリングのファンであることを明かし、救出成功を託す。
AWACS「バンドッグ」（AWACS "Bandog"）（日本語音声：松田健一郎）
第444航空基地飛行隊の空中管制機指揮官。名前の由来は「番犬」で、パーソナルマークも恐ろしい顔つきのブルドッグ。ワイズマンからも「番犬殿」と呼ばれている。
懲罰兵を監督する立場にあるにもかかわらず、ハイローラー主催の賭けに参加したりと素行の悪さを持つが、マッキンゼイ司令官をあまり信用しておらず独断でスペア隊に交戦許可を出したり、本来正規軍にしか認められていない補給や整備を許可するなど作戦遂行に関しては柔軟な部分もある。一方でスペア隊の隊員の生命に関しては全く重視しておらず、むしろ悪意を持って積極的に彼らを使い潰すかのような指示・発言が多いが、先に述べた柔軟な部分もあってかAWACSとして作戦中に必要な情報提供は正確に行っている。長距離戦略打撃群編制について知っていたようで、先述の通り情報を知り過ぎたフルバンドを事故に見せかけて間接的に殺害したことが示唆されている。
トリガーに対しても当初は軽んじる発言が多かったものの、最悪の環境下でも逃げ出すこと無く結果を出し続けるトリガーの力を目の当たりにし、「大馬鹿野郎」と毒を交えつつも賞賛の言葉を送るようになり、懲罰部隊から正規軍に復帰する際には「（囚人兵達から発せられているような）腐臭がお前からはしない」と、自分なりの表現で最大限の激励を送りつつ見送った。
AWACS「ロングキャスター」（AWACS "Long Caster"）（日本語音声：乃村健次）
LRSSGの空中管制機指揮官。パーソナルマークはオーシア国旗を突き立てたハンバーガー。
陽気な性格で隊のムードメーカー。長距離飛行に備えてかいつも機内に食べ物を持ち込んでおり、「腹が減ると判断力が鈍る」という理由で作戦中に軽食を取りながら管制を行う他、無線での会話も何かと食べ物の話題や例えを挟む。好物はサンドイッチとハンバーガー、酒類はワインを好み、大きな作戦の成功時には帰投後に隊メンバーにふるまうことを楽しみとしている。物語終盤で混迷を極める状況下でも適宜適切な管制を行い、最後までロングレンジ部隊をサポートし続けた。
AWACS「アルガス」
オーシア国防空軍のAWACS。アンカーヘッドにて味方部隊にエルジア空軍のラバルト将軍を暗殺するよう指示をする。
ビンセント・ハーリング（Vincent Harling）
『エースコンバット5』にも登場した人物。
1961年生まれ。元オーシア連邦大統領で環太平洋戦争終結を実現した立役者の一人。2019年現在では元大統領となっている 。任期終了後はユージア大陸の復興を目的に、国際軌道エレベーター公社（ISEV）の顧問として邁進する。第二次大陸戦争開戦時は軌道エレベーターの視察中であり、エルジアによる占拠直後に安否不明となっていたが、同行していたジョンソン大佐の機転により内部で潜伏していた。IUNによる救出作戦はシーゴブリンの壊滅によって失敗し、IFFをオーシア軍に偽装したエルジア軍機の攻撃で死亡した。しかし直前に彼自ら輸送機を軌道エレベーター側に反転させており、その行動はのちに「ハーリングは軌道エレベーターを守ろうとしたのか、壊そうとしたのか」という「ハーリングの鏡」と称される解釈の相違を引き起こした。
ジョンソン（Johnson）（日本語音声：大泊貴揮）
ユージア在駐のオーシア連邦武官。階級は大佐。外交官としても軍人としても能力の高い人物。かつては空軍に所属していた。
ハーリングの軌道エレベーター視察に同行していたが、第二次大陸戦争開戦によるエルジアの占拠を受け潜伏を余儀なくされる。救助部隊であるシーゴブリンが全滅し脱出が不可能になったため、エンジンがかかっていた輸送機を奪取し自ら操縦して離脱するも無人機の攻撃を受け死亡した。
カール（Karl）（日本語音声：後藤光祐）
オーシア国防陸軍大尉。エルジアとの停戦協定に向けて、エルジア保守派の重要人物に接触していた部隊の一人。エルジア保守派であるラバルト将軍と行動を共にし、急進派の攻撃から生き延びるため奔走しラバルト将軍をヘリまで護衛することに成功するが、ラバルト将軍暗殺命令を受けたオーシア軍機によってヘリを攻撃され死亡した。
ディアナ・マコニー（Deanna McOnie）（日本語音声：清水はる香）
オーシア国防陸軍少佐。ストーンヘンジによるアーセナルバード破壊作戦の立案者。同作戦においては現場指揮とプログラムを担当する。
作戦開始時に部隊への通達を出す際、自身の所属や官姓名を名乗るのを忘れるなど少々粗相な面がある。測量員が殺害されてアーセナルバードの捕捉が不可能になった際は、レーマンの進言を受け入れて直接照準射撃に作戦変更し、戸惑うエンジニアたちに激励を飛ばし、最終的に作戦を成功させた。
レーマン（Lehmann）（日本語音声：蜂須賀智隆）
オーシア国防陸軍特技兵。階級は准尉。マコニーの部下の古参兵。
砲撃の名手。測量トラブルによりアーセナルバードの捕捉が不可能となった際はマコニーに対し目視での射撃を進言した。
ナガセ・ケイ（Kei Nagase）（日本語音声：吉田聖子）
宇宙船ピルグリム1号の船長。環太平洋戦争後は宇宙飛行士の訓練を受けた後、しばらく童話作家をしていた。その後、編集者の家族との出会いを経て、地球軌道に接近しつつある小惑星の破壊任務に従事していた。7年に渡る任務を終え、2019年11月1日に帰還した。
シリーズ中に同名の人物は複数登場するが、本作の彼女は『エースコンバット5』に登場した人物と同一人物である。
デイビッド・ノース（David North）（日本語音声：武田太一）
SP MISSIONに登場。オーシア中央情報局（OIA）先進兵器分析部 の分析官で、敵性勢力の未知の兵器や、兵器に転用可能な装置の分析を行う。職場ではなくアレックスのサポートの元自宅で分析を行うアームチェア・ディテクティブであり、実生活でも兵器オタクである。オンラインクイズの世界チャンピオンで、高校を中退し15歳で名門私立大学に入るほど頭脳明晰であるがマイペースな性格であり、相手のことを考えず早口でしゃべりがち。
原子力潜水空母アリコーンに関する情報をロングレンジ部隊に提供する。オーレッド在住であり、アリコーン撃沈作戦では、核攻撃の危険が迫るオーレッドに留まりロングレンジ部隊を支援し続けた。質問を投げかけるような言い回しを多用することから、フーシェンには「クイズ番組の司会者」と喩えられた。
アレックス（Alex）（日本語音声：くわばらあきら）
SP MISSIONに登場。デイビッドのパソコンに内蔵される女性人格のAIアシスタントで、デイビッドの相棒的存在。
文字入力 と音声認識の両方に対応している。用途は報告書の作成から発言内容からの推論まで多岐に渡り、膨大な情報を読み解くことで高度な未来予測を行うが、彼女のパフォーマンスを最大化するには適切な問いを設定できる人間が必要とされる。アリコーンをめぐる事案ではデイビッドの意思決定支援にそのリソースの多くを割いている。情緒的なコミュニケーションは得意ではないが、たまに相手の感情に興味を示すことがある。
ロビン・エイリー（Robin Airey）
SP MISSIONに登場。アリコーン鹵獲作戦にて、鹵獲艦隊の旗艦である揚陸艦パフィンの艦長を務める女性将校。エルジア軍のトーレス大佐にも名が知られている。
多少の火の粉は被るつもりで進むよう味方を鼓舞し、アリコーン間際まで接近に成功すると部下を死なせずに済むと安堵する。しかし、アリコーンのレールガンによる攻撃で艦橋を撃ち抜かれ死亡。更に貫通した砲弾と対艦ミサイル攻撃により、鹵獲艦隊も壊滅する。
ハワード・クレメンス（Howard Clemens）（日本語音声：楠大典）
SP MISSIONに登場。オーシア国防空軍准将。
40代で将官にまで上がったトップエリートで、現地の情報源から得た情報に基づき潜水航空巡洋艦アリコーンの鹵獲作戦を指揮する。知的な印象を持つ外見だが、言葉の端々に高圧的な印象を滲ませている。戦後英雄となるだろうトリガーのようなエースパイロットを危険視しているらしく、ダルセン姉弟にトリガー暗殺を依頼していたことが示唆されている。
鹵獲作戦失敗後、デイビッドから情報漏洩の可能性を指摘されるが信用せず、自らが使っている情報源から得た情報に基づきアリコーンが合流するとされたアンカーヘッドへの攻撃作戦を立案し、デイビッドが言及したアリコーンの工作活動に関する情報を一蹴して作戦を実行させたが、作戦終了後その「現地の情報源」がアリコーンの工作員であることが疑問を持っていたデイビッドの調査により判明し、工作員からの偽情報に基づいてトリガー達に作戦を遂行させた結果、アリコーンの行動を手伝わせてしまうこととなった。更にダルセン姉弟にトリガー暗殺を依頼していたことを示唆するような会話がオーシア軍の通信回線で流れていたことが明らかになり、エドワード参謀本部副議長に「愚かな男」と断じられた上参謀本部命令によりMPに連行され、同時に激昂していたフーシェンに鉄拳制裁を受けた。
シェパード（Shepherd）
SP MISSIONに登場。オーシア国防軍中将。
クレメンス准将が立案した「エースパイロットに頼らない作戦」を支持していたが、アンカーヘッド攻撃作戦におけるトリガーの戦果を無視することは出来ず、「私がいる部屋の人々」と共にトリガーがオーシア軍にとって必要な人材であることを認める。その後アンカーヘッド攻撃作戦の結果もたらされた失態についてエドワード参謀本部副議長から詰問を受け、作戦の全責任はクレメンス准将にあるとして責任逃れをすると共に切り捨てた。
エドワード（Edwards）
SP MISSIONに登場。オーシア国防軍参謀本部副議長。
アンカーヘッド攻撃作戦においてクレメンス准将が使っていた情報源がアリコーンの工作員であったことで結果的にアリコーンを支援してしまったことや、ミミック隊との繋がりについてシェパード中将やクレメンス准将を詰問した。
アルベール・ジュネット（Albert Genette）
SP MISSIONに名前のみ登場。『エースコンバット5』『エースコンバットX』に登場した人物と同一人物と思われる。環太平洋戦争時はフリーの従軍カメラマンだったが、今回はGAZEの記者になっている。
2016年に試験航行を行ったエルジア軍の潜水艦アリコーンが潜航後に行方不明になった事件を取材し、記事を執筆した。

### エルジア
ローザ・コゼット・ド・エルーゼ（Rosa Cossette D'Elise）（日本語音声：潘めぐみ）
エルジア王国王女。旧名はローザ・コゼット・ファルシネリ（Rosa Cossette Falcinelli）。愛称はロージー。年齢や生年は諸説あり不明。元々はエルジア首都ファーバンティの下町に生まれた仕立屋の娘で、大陸戦争後の王政復古により選ばれた旧王家の血筋であった王が死去し、叔父が王位に就いたものの王家一家が交通事故で命を落とした事から、父がエルジア王となる。私生活では彼女自身が親友と呼ぶ一匹の大型犬を飼っており、非常によく懐かれている様子が確認できる。
エルジア国民に対するプロパガンダ放送に出演し、その声はラジオを傍受しているオーシア国民にも知られている。王家の血を引いているとはいえその出自から「所詮は平民に近い出」として蔑む者もいるが、それ故に堅苦しさを感じない性格で庶民に近い視点を持ち、ユーモアも交えた言動により国内外での人気も高い。普段は清楚で御淑やかだが、一度火が付くとエイブリルをして「じゃじゃ馬娘」と言わしめるほどの無鉄砲な行動力を発揮する。
オーシア軍のファーバンティ攻略作戦に伴う通信インフラの破壊によりエルジア内部が無政府状態となったことで、味方であるはずのエルジア軍からも戦争主導者として狙われるようになる。脱出には成功したものの輸送機の被弾によってタイラー島に不時着、島内でのエルジア軍保守派によるベルカ人虐殺などが行われる中、一人生き残った所を陸路で行軍していたエイブリル達に保護される。以降もエイブリル達と共に軌道エレベーター破壊作戦に参加し、自らの力で位置マーカーを破壊し軌道エレベーターの機能を停止させた。パラシュートで軌道エレベーターから脱出している最中、カウント機を狙うADF-11Fのミサイル攻撃に巻き込まれヘルメットを吹き飛ばされたものの無事生存し、その後無線を通してADF-11Fの一機がノーズユニットを射出したことをトリガーたちに伝えた。戦後はシラージ姉妹と共に復興活動を行っている。
ミハイ・ア・シラージ（Mihaly A. Shilage）（日本語音声：菅生隆之）
EASAの実験部隊である第68実験飛行隊「ソル」のリーダー兼テストパイロットにして、数多くの戦場で長きに渡り、敵勢力の実力あるパイロットを葬ってきた絶対的エース。Su-30SMに搭乗する。TACネームは「アルカンジュ（Archange）」。オーシア軍からは「ミスターX」と呼ばれている。
正式な本名はミハイ・ドゥミトル・マルガレータ・コルネリウ・レオポルド・ブランカ・カロル・イオン・イグナチウス・ラファエル・マリア・ニケタス・ア・シラージ（Mihaly Dumitru Margareta Corneliu Leopold Blanca Karol Aeon Ignatius Raphael Maria Niketas A. Shilage）であり、物語開始時点ではエルジア王国シラージ自治州となっているシラージ大公国の公位継承者であった。この経歴により、出自を同じくするソル隊員からは敬意をこめて「キング」と呼ばれている他、「天界の王」という異名の由来にもなっている。本編にて登場するまでは1991年の戦争を最後に長らく実戦には出ておらず、教官やテストパイロットとして活動していた。
腕の良い敵機に出会うと、空中戦の最中に攻撃の手を緩めつつ相手の機動をつぶさに読み取りながら追跡するという行為をとる。ミハイ本人にとっては「敵の気持ちを知りたい」という率直な願望によるものであるが、狙われた敵パイロットにとっては執拗に追いすがってくる捕食者を想起させるものでもあり、強い恐怖を与えてきたことは戦績とあわせて他国軍のパイロットの語り草にもなっている。しかし、本編登場時においては老齢に加えて高高度の厳しい環境で酷使され続けた肉体は既に限界に近く、シュローデルが特別に誂えた耐Gスーツのおかげで辛うじて現役当時に近い戦闘機動を実現できている状態でもある。特に初期の耐Gスーツでは戦闘機動に耐えきれず、基地に帰還した際には身体への負荷が祟りコックピットからの脱出に孫娘2人の手を借りる一幕もあった。
自由に空を飛ぶことを愛しているが、テストパイロットとして現役で飛び続ける機会を得ることと引き換えに自分の戦闘データが取得され、それを利用して生み出された無人機が人間のパイロットの価値を奪いつつあることに否定的な感情を抱いている。一方で自らのデータを反映した無人機を撃墜し続ける敵が出現したことには好奇心を抱き、その相手に会うために自ら実戦の場に出撃したことがトリガーとの邂逅につながっていく。
衛星破壊作戦による混乱状態のなかでシラージはエルジアから分離独立を宣言し、ミハイもシラージのパイロットとなる。ロングレンジ部隊がシラージ域内に攻撃を加える最中、X-02Sに搭乗してシラージ城上空に出撃。トリガーとの激しい一騎打ちの末に撃墜され、自らが手を貸してきた無人機の生産を絶つことをトリガーに託しながら墜落した。その後しばらくは消息が途絶えるが、被撃墜後に一命を取り留めて静養の身となっており、空への憧憬を抱きつつ後述の孫娘2人のそばで穏やかな余生を送ることとなった旨が本編のエピローグにて語られる。
イオネラ・ア・シラージ（Ionela A. Shilage）（日本語音声：早見沙織）
ミハイの孫娘。15歳。コゼットの学友でもある。
ミハイとともに実験基地に滞在し、祖父と妹の世話をしている。王女とは学友で基地にも遊びに来ることもあるが、エルジア王家に複雑な心境を抱く祖父のことを気にしている。実験として祖父を苦しめ、またベルカ人として兵器の開発を行い戦争を推し進めるシュローデルに対しては良い感情を抱いていない。シュローデル達と輸送機で移動中にアンカーヘッド市上空でトリガーと遭遇する。トリガーのことはミハイから聞いていたらしく、機体の3本線に反応した。国際軌道エレベーター公社の無人機生産工場で再会したコゼット王女に対して、戦争遂行の担い手であったことから冷たい視線を向けるようになる。シュローデルがミハイのデータを工場に入力しようとしたところを、居合わせたエイブリルらの元看守から拳銃を抜き取り、データが保存されていたチップを破壊した。戦後はコゼット、アルマと共に復興活動に尽力している。
アルマ・ア・シラージ（Alma A. Shilage）（日本語音声：早見沙織）
イオネラの妹。10歳。いつもクマのぬいぐるみを抱いている。常に姉と共に行動しており、コゼットとも親しい仲である。
姉とは違い天真爛漫。上品だが子供らしい笑顔を見せる。戦後はコゼット、イオネラと共に復興活動を行っている。
シュローデル（Schroeder）（日本語音声：木下浩之）
ノースオーシア・グランダーI.G社主席研究員。ベルカ出身。エルジア側の語り部を務める。作中では「ドクター・シュローデル」とも呼ばれる。
グランダー社からエルジアのEASAに出向し、エースパイロットであるミハイの戦闘能力データを無人機のAIに反映させる研究を行っている。自社の無人機に関連する技術をエルジア軍に提供したことにより、エルジア軍の無人機開発及び生産能力を急速に成長させた。公式の紹介による人物像としては「典型的な科学者気質の持ち主」とされているが、本編における描写では、無人機研究に伴ってミハイやその孫娘たちに肉体的・精神的な苦痛を強いていることを自覚して自己嫌悪を覚えるなど、他者の心情に配慮できる真っ当な人間性の持ち主であることも言動の随所に見受けられる。
衛星網が崩壊した後も、科学者として無人機にミハイのデータを反映させようと自ら無人機生産工場へ赴きデータを直接入力するが、もともと自身のやり方に葛藤を覚えていたことや、イオネラの叱責やエイブリルたちとの邂逅を経て無人機の破壊に手を貸すようになる。
マーサ（Martha）
シュローデル博士の助手。ミハイの孫娘達と年が近い。作中ではシュローデル博士が行動を共にしている旨を語るが、彼女自身が姿を表すことはない。
『エースコンバット3』で登場する1999年生まれのゼネラルリソース所属の女性研究員、ヨーコ・マーサ・イノウエと同一人物であることが示唆されている。
コゼットの犬（演：トラジ）
コゼット王女が飼っている愛犬。犬種はゴールデン・レトリバー。連絡機がタイラー島に不時着しエルジア軍保守派から攻撃を受けた際、兵士を道連れにしコゼット王女の命を救った。
劇中での微動だにしない様子から静止画を取り込んでムービーが作成されたとプレイヤー達から考えられ、SNS等では「dog.jpeg」や「JPEG Dog」と呼ばれた。実際には本物の犬を撮影し動画取り込みで作られており、「動くな」と指示を出したら本当に微動だにしなくなった為作中のシーンができあがった。撮影後、まもなく息を引き取った。
エデュアール・ラバルト（Edouard Labarthe）（日本語音声：木村雅史）
エルジア空軍中将。保守派の筆頭的人物。
オーシア側からはファーバンティ制圧後の停戦交渉の為の重要人物として見られており、開戦当初より秘密裏に連絡を取りあっていた。実際にファーバンティが制圧された際は衛星攻撃により音信不通に陥ったが、かねてよりオーシア陸軍より派遣されていた護衛のカール大尉と共にエルジア領内のアンカーヘッド市郊外に潜伏していた。今回の戦争の発端が若手将校を中心とした急進派であること、そしてベルカの技術協力が存在したこと、またハーリングの死がIFFを偽装した機体によるものであることを告白する。カール大尉やロングレンジ部隊とそれを支援するために展開していたオーシア軍、及びエルジア軍保守派の協力によって市外への脱出に成功するが、搭乗していたヘリがラバルト暗殺命令に従うオーシア軍機によって撃墜され死亡した。
ヴィト（Wit）（日本語音声：木島隆一）
ソル隊2番機。ミハイの護衛を任務とし、ミハイを尊敬している。エルジアに吸収された小国・ボスルージ共和国出身で故国復興運動家でもあり、協力関係にあるシラージ出身のミハイを尊敬している。
ボスルージがエルジアに吸収された後に育ったため、祖国の古い言葉を理解できない事を悔いている。ロングレンジ部隊の面々やミハイにも認められる凄腕のパイロットであり、戦闘中も被弾した僚機や地上の様子を気遣うなど実直な人物である一方、旧自国領内に踏み込んできたトリガー達、特にカウントを以前の交戦を引き合いに挑発するという、若者らしい血気にはやる一面も持つ。有志連合にはボスルージ空軍を名乗りシーモアと共に参加し、アーセナルバードやADF-11Fとの戦闘に加わる。普通にプレイしているとADF-11Fに撃墜され戦死してしまうが、プレイヤーの行動次第では（高難易度ではあるものの）彼を生き残らせることも可能。
シーモア（Seymour）
ソル隊3番機。ヴィトの親友。常にヴィトと行動を共にしている。ヴィトと同じくボスルージ家系出身の優秀なパイロット。アーセナルバード破壊作戦及びADF-11Fとの最終決戦では、ヴィトと共にボスルージ空軍として有志連合に参加し、トリガーと共闘する。
ヘルマン（Hermman）
ソル隊4番機。ヴィトと同じくボスルージ出身。故国復興運動にも参加する。
ロアルド（Roald）
ソル隊5番機。ヘルマンに誘われる形でパイロットになった。ミハイに心酔している。
ジョルジュ（Georg）（日本語音声：高瀬右光）
エルジア軍の特殊飛行隊に配属された外国人傭兵部隊の一人で、トリガーの事件に関わっている。衛星破壊作戦により混沌とするタイラー島の戦闘の最中、エルジア空軍から逃亡しエイブリル一行と同行する事となる。罪滅ぼしのためエイブリルにサプライシップの発射に関する情報を提供した。エイブリル一行と共に同地から大陸本土へと脱出するが、その際彼をベルカ人と見抜いたタブロイドからベルカ語で「ゲオルグ」と呼びかけられている。エイブリルたちと行動を共にし軌道エレベーターへの突入や難民の誘導に尽力した。
グリトニル（Glitnir）
エルジア軍の工作員。ストーンヘンジの戦いにおいてオーシア側が民間人を動員している事に嘆息しつつも、ジョゼフィンなど測量員を殺害し、ストーンヘンジの間接照準能力を削ぐことに成功する。しかしオーシア軍が直接照準射撃に作戦を変更したため、工作が大勢を変えるには至らなかった。
アンカーヘッドでタッカー04が攻撃要請する輸送機に搭乗する人々
SP MISSIONにてオーシア軍斥候のタッカー04が攻撃するよう要請してくる複数のMV-22に搭乗しているエルジア海軍の高級将校達。各名ともファーストネームがターゲット名として表示されるのみで台詞などの人物描写はなく、撃墜するか否かはプレイヤーの判断に任せられている。内訳は以下の通り。
- サミュエル・プラン（Samuel Prin）：海軍作戦部副部長。階級は少将。タッカー04によると「彼の死でエルジアの海軍戦略は切れ味を失う」とされる。
- ディルク・タルナート（Dirk Tarnat）：巡洋艦エニュオの艦長。タッカー04によると「巡洋艦エニュオを危険な存在にしていた」とされる。
- グレープ・アルマゾフ（Gleb Almazov）：艦隊司令。タッカー04によると彼の死で「艦隊の再建は遠のく」とされる。
- アロンソ・タルラゴ（Alonso Tarragó）：イージス艦タラッサの艦長。タッカー04から「彼の死でイージス艦タラッサの脅威も減る」と言われる。なお同名の艦がアンカーヘッド港に停泊している。
- タム・ヴァン・リー（Tâm Vān Lẏ）：第7駆逐隊次席指揮官。タッカー04によると「10年後のエルジア海軍を仕切る男」とされる。

マティアス・トーレス（Matias Torres）（日本語音声：安元洋貴）
SP MISSIONに登場。エルジア海軍大佐。潜水航空巡洋艦アリコーン艦長。
1968年4月9日生まれ。学士号を取得したのち、1991年にエルジア連邦共和国海軍大学校（Federal Republic of Erusea Naval War College）に入学。1994年に海軍に入隊し、巡洋艦フェンリス、駆逐艦ハーン、巡洋艦テティス、巡洋艦エニュオ、戦艦タナガー、潜水航空巡洋艦アリコーンといった数々の艦に乗艦した。1997年のユージア大陸紛争ではハーンの砲術長として参戦し、嵐の中30km離れた敵艦に命中弾を与えたことから勲章を授与された。また2003年5月、巡洋艦エニュオで艦長を務めていた際に、事故で沈没した駆逐艦から多数の乗員を救助したことで勲章を授与された。同年6月からエイギル艦隊旗艦戦艦タナガーの艦長を務める。大陸戦争中の2004年11月23日、ISAFの最終拠点ノースポイントへ進発するためコンベース港で停泊していたところを、メビウス1含むISAF空軍の戦闘機部隊に襲撃されエイギル艦隊は壊滅した。旗艦タナガーも撃沈されるが、艦長である彼の的確な指示によって被害をほとんど出すことなく多くのクルーを退艦させることに成功したことから勲章を授与され「コンベースの英雄」と呼ばれるようになった。同月28日には海軍司令部に配属となり、終戦後の2005年9月から海軍大学校で教鞭をとる。2010年4月に後述する危険思想を海軍大学校で教えていたことが発覚し、1ヶ月の自宅謹慎が言い渡され、謹慎を経た5月に予備役へ移った。2015年1月に海軍に復帰し、6月には大佐に任命され、12月には試運転前のアリコーンの責任者になった。2016年10月9日に試験航行のためアリコーンを出航させるが、11月10日に艦が沈没し698日間を海底で過ごすことになる。2018年10月9日、偶然にも沈没していたアリコーンが発見され彼とクルーの多くは救助された。11月には試運転前のアリコーンの責任者に再度就任した。2019年4月11日にはアリコーンの艦長に就任した。その他の経歴として4年勤続勲章、10年勤続勲章、16年勤続勲章を授与されている。
数々の勲章を授与された優秀な軍人であり、戦艦タナガー沈没時やアリコーン沈没事件でも多数のクルーを生還させたことから「彼についていけば生き残れる」と口にする将兵がいる一方、「虐殺を用いた救済」を信条とする危険思想の持ち主であり、先述の通りそれにより自宅謹慎とされた過去を持つ。オーシアによるアリコーン鹵獲作戦が進行するなか、司令部からの自沈命令を拒否してエルジア軍からの離脱を宣言し、鹵獲艦隊をアリコーンのレールガンと対艦ミサイルで壊滅させ、アリコーンの乗組員と共に独自の勢力として蜂起する。
その後、アンカーヘッドで工作員から受け取った2発の戦術核砲弾を用いてオーシア首都オーレッドを核攻撃し、「100万人を虐殺」して「1000万人を救済」しようとするが、ピアニー海溝に入る直前にアリコーンがオーシア軍に発見されたためこれと交戦する。形勢不利と見るや降伏を宣言し、国際法に基づいて攻撃できなくなったオーシア軍の隙を突きレールキャノンによってオーレッドへの核攻撃を行おうとするが、デイビッドにその意図を見抜かれトリガーの攻撃により失敗する。デイビッドに「ただの大量殺人者」と断じられ、レールキャノンのFCSが故障してオーレッド攻撃に必要な仰角が取れない中、注排水機能でアリコーンの船体自体を傾けることで仰角を稼いでなおも第2射を強行しようとするも、レールキャノンを破壊されたことでそれも失敗に終わる。最後は「分からんか！分からんか100万人だぞ！」と狂ったように高笑いを上げながら、轟沈するアリコーンと運命を共にした。
エドガー・サクソン（Edgar Saxon）
SP MISSIONに登場。階級は少尉。コードネームはズール。アリコーンから下船しトーレス大佐に従う工作員として活動する。オーシア軍のクレメンス准将に偽情報を提供し、撹乱活動を担った。アリコーン撃沈後の動向は不明。
クォークマン
SP MISSIONに登場。トーレス大佐に従う工作員で、「卵」と呼称する戦術核砲弾2発を確保したことや、エルジア軍内で「空に3本線は凶事なり」とトリガーの事が噂になっていることをトーレス大佐に伝えた。
ルイス・バルビエーリ
SP MISSIONに登場。アリコーン艦載機部隊所属の戦闘機パイロット。階級は中尉。スプリング海でのアリコーン追撃戦において、戦火によって家族を失い遺書を書いていなかった事をトーレス艦長に見出だされ、「死んでこい！発艦を許可する！」と檄を受け、アリコーンから発艦。ロングレンジ部隊と交戦する。

### GRガーディアン・マーセナリーズ
オットー・ファン・ダルセン（Otto "Rage" Van Dalsen）（日本語音声：川原元幸）
SP MISSIONに登場。トリガーを付け狙うミミック隊の隊長。TACネームは「レイジ」。
スクリームことエルケの弟。冷静で頭が切れ、暴走しがちな姉のスクリームを制御している一方、「平和は搾取によって成り立っている」と思っており、そんな世界は一度滅茶苦茶になればいいとどこかで思っている。
その実クレメンスにより姉弟共々トリガー暗殺を依頼されていたと思われ、エルジア機を撃墜したスクリームを咎めたり、クレメンスの停戦命令に対し「しくじったと思われたくない、三本線は撃墜する」と答えている点からその様子がうかがえる。なお姉想いだった様子も見られ、アンカーヘッド急襲でスクリームを先に撃墜すると冷静さを失ってしまう。ストライダー隊との戦闘で戦死した。
エルケ・ファン・ダルセン（Elke "Scream" Van Dalsen）（日本語音声：松井暁波）
SP MISSIONに登場。トリガーを付け狙うミミック隊の2番機。TACネームは「スクリーム」。かなりの長身。
レイジことオットーの姉。極端に負けず嫌いな性格でキレやすい一方、信頼したり自分が実力を認める相手には傾倒していってしまう危うさも持ち合わせている。また言い争いつつもレイジを信頼し可愛がっていると同時に依存していた様子もうかがえ、アンカーヘッド急襲でレイジを先に撃墜すると発狂とともに「一人じゃできない！」と弱音を吐く様子がうかがえる。ストライダー隊との戦闘で戦死した。

### IUN国際停戦監視軍
メビウス1（Mobius 1）
VRモードの主人公兼プレイヤー自身。『04』『5（アーケードモード）』の主人公でもあり、大陸戦争で敗北寸前だったISAFの反抗を支えた他、カティーナ作戦をAWACSの支援の下たった1機で遂行した伝説的なエースパイロット。
IUN国際停戦監視軍第118特殊任務部隊所属。所属していたISAFが解体された後は軍を離れていたが、IUN国際停戦監視軍司令官の復隊要望によりIUN国際停戦監視軍に加入し、復活した自由エルジアとの戦いに身を投じる。
オメガ11（Omega 11）（日本語音声：後藤光祐）
第118特殊任務部隊所属。最初はメビウス1を本物であるかを疑うが、彼の戦いを見てかつてのメビウス1であると確信する。搭乗機はF/A-18F、F-16C、F-15C。
ヴァイパー2（Viper 2）（日本語音声：間宮康弘）
第118特殊任務部隊所属。ロートルパイロットのメビウス1を疑惑の目で見るが、次第にその実力を認めていく。目が良く、奇襲をかけてきたゴースト隊を真っ先に発見する。搭乗機はF/A-18F、F-16C、F-15C。
レイピア1（Rapier 1） / レイピア5（Rapier 5）
メビウス1と行動を共にする味方機。搭乗機は両者ともにF-15C。
ヘイロー2（Halo 2）
メビウス1と行動を共にする味方機。搭乗機はF-14D。
IUN国際停戦監視軍司令官（IUN-PKF Commander）（日本語音声：青山穣）
ブリーフィングを担当する司令官。メビウス1の古くからの知り合いで、新設されたIUN国際停戦監視軍へのメビウス1の復隊を要望する。
AWACS「スカイアイ」（AWACS "Sky Eye"）（日本語音声：斉藤次郎）
第118特殊任務部隊を指揮するAWACS管制官。E-767に搭乗する。機体にはオーシアの国籍マークが描かれている。

### マルチプレイモード
AWACS「ウィンドメイカー」（AWACS "Wind Maker"）（日本語音声：間宮康弘）
マルチプレイモードでプレイヤーを管制するAWACS管制官。

## 収録機体
プレイヤーが操作可能な航空機はDLC配信されたもの（下記一覧表で「※」を付記）も含め、実在機（計画案のみで実機なしの機体含む）が36種、架空機が8種の計44種である。また、同じ機種ながら別枠として収録されている機体もあり、それらを含めた場合、合計は48種となる。
実在機は各メーカーのノースロップ・グラマン、ロッキード・マーティン、ボーイング、SAAB、ユーロファイターGmbH、ダッソー・アビアシオンからライセンスを取得して制作されている。ロシア系の機体に関してはクレジットタイトルに記載はないものの、本作のプロデューサーを務める下元学はロシア側と長いやり取りがあったと述べている。
| 戦闘機 （Fighter）                   | マルチロール機 （Multirole）     | 攻撃機 （Attacker）   |
| ------------------------------------ | -------------------------------- | --------------------- |
| F-14D Super Tomcat                   | F-104C Starfighter               | A-10C Thunderbolt II  |
| F-15C Eagle                          | F-2A                             | Su-34 Fullback        |
| F-15J                                | F-4E Phantom II ※                | F-16XL ※              |
| F-16C Fighting Falcon                | F-15E Strike Eagle               | FB-22 Strike Raptor ※ |
| F-22A Raptor                         | F/A-18F Super Hornet             |                       |
| YF-23 Black Widow II                 | F-35C Lightning II               |                       |
| Typhoon                              | Mirage 2000-5                    |                       |
| MiG-21bis Fishbed                    | Rafale M                         |                       |
| MiG-29A Fulcrum                      | Gripen E                         |                       |
| MiG-31B Foxhound                     | Su-30SM                          |                       |
| Su-30M2 Flanker-F2                   | Su-47 Berkut                     |                       |
| Su-33 Flanker-D                      | ADFX-01 Morgan ※                 |                       |
| Su-35S Flanker-E                     | ASF-X Shinden II ※               |                       |
| Su-37 Terminator                     | XFA-27 ※                         |                       |
| Su-57                                | CFA-44 Nosferatu ※               |                       |
| X-02S Strike Wyvern                  | F-15 S/MTD ※                     |                       |
| ADF-11F Raven ※                      | F-2A -Super Kai- ※               |                       |
| ADF-01 FALKEN ※                      | F/A-18F Super Hornet Block III ※ |                       |
| DarkStar ※                           | MiG-35D Super Fulcrum ※          |                       |
| F-14A Tomcat ※                       | F/A-18E Super Hornet ※           |                       |
| 5th Gen Fighter｜Top Gun: Maverick ※ |                                  |                       |

## 販売形態・購入特典
PS4版とXbox One版はパッケージ版とダウンロード版が販売されており、Steam版はダウンロード版のみ販売されている。パッケージ版はPS4版のみ通常版とコレクターズエディションの2種に分かれており、コレクターズエディションにはコレクターズボックスや設定資料集の「ACES at WAR A HISTORY 2019」等が付属する。ダウンロード版は全プラットフォームで通常版とデラックスエディションに分かれる。デラックスエディションにはシーズンパスと歴代シリーズ人気エムブレム8種が付属する。また、すべてのダウンロード版には購入特典として「F-104C: Avril」が付属する。
早期購入特典として全プラットフォーム共通で「F-4E Phantom II + 3 Skins」が付属する。PS4版ではPS4に移植した『エースコンバット5』のダウンロード版が付属する。Xbox One版は『エースコンバット6』をXbox Oneに下位互換対応したダウンロード版が付属する。
PS Store予約購入特典としてPS4用ダイナミックテーマが付属する。
PS4ではVRモードの無料体験版が配信されている。
2020年11月5日にはシーズンパスと「25th AnniversaryDLC -Original Aircraft Series-」などをセットにしたプレミアムエディションが発売された。PS4版はパッケージ版とダウンロード版が発売され、Xbox One版ではダウンロード版のみ発売となった。
2022年5月26日にはトップガン マーヴェリックとのコラボDLCの配信に伴って、複数種のエディションがダウンロード専用で発売された。『ACE COMBAT 7: SKIES UNKNOWN 25th Anniversary Edition』、『ACE COMBAT 7: SKIES UNKNOWN Deluxe Edition 2022』、『ACE COMBAT 7: SKIES UNKNOWN Ultimate Edition』、『ACE COMBAT 7: SKIES UNKNOWN - TOP GUN: Maverick Edition』、『ACE COMBAT 7: SKIES UNKNOWN - TOP GUN: Maverick Ultimate Edition』の5種類であり、それぞれ同梱されるDLCが異なる。なお、後者2種はSteam限定である。

## ダウンロードコンテンツ
| 名称                                                  | 配信日                                          | 内容 | 備考 |
| ----------------------------------------------------- | ----------------------------------------------- | --- | --- |
| シーズンパス                                          | 2019年1月17日（PS4/XOne） 2019年2月1日（Steam） | 本作発売前より予定されていた有料DLC第1～6弾 シーズンパス購入特典としてミュージックプレイヤーモードが付属 | デラックスエディションには標準付属 |
| 歴代シリーズ人気エムブレム8種                         | 2019年1月17日（PS4/XOne） 2019年2月1日（Steam） | エンブレム：Aquila、Aquila(Low-Vis)、Wardog、Wardog(Low-Vis)、Garuda、Garuda(Low-Vis)、Gryphus、Gryphus(Low-Vis)の計8種追加 | デラックスエディションには標準付属 |
| F-104C: Avril                                         | 2019年1月17日（PS4/XOne）                       | 機体：F-104C -Avril-を追加 | ダウンロード版特典だが個別有料配信もされている Steam版では標準実装 フリーフライトでのみ使用可能 |
| Dynamic Theme                                         | 2019年1月17日（PS4のみ）                        | PS4用ダイナミックテーマを追加 | PS Store限定予約購入特典だが個別有料配信もされている 予約購入特典として入手していた場合、予約直後から使用可能 |
| Dynamic Theme 2                                       | 2019年1月17日（PS4のみ）                        | PS4用ダイナミックテーマを追加 | 無料配信 |
| F-4E Phantom II + 3 Skins                             | 2019年1月17日（PS4/XOne） 2019年3月5日（Steam） | 機体：F-4E Phantom II（スキン6種込み）を追加 機体スキン：Su-37 Yellow 13 Skin、F-14D Razgriz Skin、F-15C Pixy Skinの計3種追加 | 早期購入特典だが個別有料配信もされている |
| 有料DLC第1弾 ADF-11F Raven Set                        | 2019年5月22日                                   | 機体：ADF-11F Raven（スキン7種込み）を追加 機体スキン：F-22A Mobius Skinを追加 エンブレム：Phoenix、Garuda、Mobius、Gryphus、Mobius(Low-Vis)の計5種追加 | |
| ボーナスエンブレムセット                              | 2019年5月22日                                   | エンブレム：Free Erusea -BONUS-、Three Arrowheads -BONUS-、Three Arrowheads (Low-Vis) -BONUS-の計3種追加 | 無料配信 Steam版では標準実装 |
| 有料DLC第2弾 ADF-01 FALKEN Set                        | 2019年6月26日                                   | 機体：ADF-01 FALKEN（スキン7種込み）を追加 機体スキン：Su-30M2 Sol Skinを追加 エンブレム：Wardog、Scarface、The Heroes of Razgriz、The Ghosts of Razgrizの計4種追加 | |
| 有料DLC第3弾 ADFX-01 Morgan Set                       | 2019年7月31日                                   | 機体：ADFX-01 Morgan（スキン7種込み）を追加 機体スキン：X-02S Mihaly Skin、Su-30SM Mihaly Skinの計2種追加 エンブレム：Galm、Galm、Galm (low-vis)、Phoenix (original)の計4種追加 | |
| 有料DLC第4弾 Unexpected Visitor                       | 2019年9月25日                                   | ミッション：SP MISSION 1 「Unexpected Visitor」を追加 | |
| 有料DLC第5弾 Anchorhead Raid                          | 2019年10月23日                                  | ミッション：SP MISSION 2 「Anchorhead Raid」を追加 | |
| 有料DLC第6弾 Ten Million Relief Plan                  | 2019年11月27日                                  | ミッション：SP MISSION 3 「Ten Million Relief Plan」を追加 | |
| 25th Anniversary DLC Original Aircraft Series         | 2020年10月28日                                  | 機体：CFA-44 Nosferatu、XFA-27、ASF-X Shinden II（それぞれスキン7種込み）の計3種を追加 機体スキン：F-15C Cipher Skin、Typhoon Rot Skin、Gripen E Indigo Skin、F/A-18F Grun Skin、Su-37 Gelb Skin、F-4E Silber Skin、F-16C Silber Skin、MiG-31B Schwarze Skin、F-14D Schnee Skin、Rafale M Espada Skin、YF-23 Wizard Skin、Su-47 Gault Skinの計12種追加 エンブレム：Cyclops(Low-Vis)、Golem(Low-Vis)、Gargoyle(Low-Vis)、Skeleton(Low-Vis)、Ghost、Antares、Varcolac、Warwolf、Akula、Nagase、Scarface、Phoenix(emblem)、Reaper、Reaper(Ribbon)、Viper、Omega、Ridgebacks、Butterfly Master、25th Anniversary Nugget -Phoenix-、25th Anniversary Nugget -Trigger-の計20種追加                                     | Original Aircraft Seriesに含まれる機体を1機でも単品購入した場合、後から全同梱版の購入は出来ずスキンやエンブレムも入手不可能となる F-4E Silber Skinを使うには「F-4E Phantom II + 3 Skins」が必要 |
| CFA-44 Nosferatu Set                                  | 2020年10月28日                                  | 機体：CFA-44 Nosferatu（スキン7種込み）を追加 | Original Aircraft Seriesに含まれる機体を1機でも単品購入した場合、後から全同梱版の購入は出来ずスキンやエンブレムも入手不可能となる F-4E Silber Skinを使うには「F-4E Phantom II + 3 Skins」が必要 |
| XFA-27 Set                                            | 2020年10月28日                                  | 機体：XFA-27（スキン7種込み）を追加 | Original Aircraft Seriesに含まれる機体を1機でも単品購入した場合、後から全同梱版の購入は出来ずスキンやエンブレムも入手不可能となる F-4E Silber Skinを使うには「F-4E Phantom II + 3 Skins」が必要 |
| ASF-X Shinden Ⅱ Set                                   | 2020年10月28日                                  | 機体：ASF-X Shinden II（スキン7種込み）を追加 | Original Aircraft Seriesに含まれる機体を1機でも単品購入した場合、後から全同梱版の購入は出来ずスキンやエンブレムも入手不可能となる F-4E Silber Skinを使うには「F-4E Phantom II + 3 Skins」が必要 |
| 25th Anniversary DLC Experimental Aircraft Series     | 2021年4月28日                                   | 機体：F-15 S/MTD、FB-22 Strike Raptor、F-16XL（それぞれスキン7種込み）の計3種を追加 機体スキン：Su-47 Grabacr Skin、Su-37 Ofnir Skin、YF-23 Z.O.E. Skin、A-10C Varcolac Skin、MiG-21bis Huckebein Skin、MiG-29A Red Moon Skin、Su-35S Markov Skin、Su-57 Markov Skin、CFA-44 Butterfly Master Skin、Su-33 Strigon Skinの計10種を追加 エンブレム：25th Anniversary Nugget -Razgriz-、25th Anniversary Nugget -Wardog-、25th Anniversary Nugget -Galm1-、25th Anniversary Nugget -Galm2-、Albireo、Beast、Cocoon、Lancer、Ofnir、Red Moonの計10種を追加 | Experimental Aircraft Seriesに含まれる機体を1機でも単品購入した場合、後から全同梱版の購入は出来ずスキンやエンブレムも入手不可能となる CFA-44 Butterfly Master Skinを使うには「Original Aircraft Series」か「CFA-44 Nosferatu Set」が必要 |
| F-15 S/MTD Set                                        | 2021年4月28日                                   | 機体：F-15 S/MTD（スキン7種込み）を追加 | Experimental Aircraft Seriesに含まれる機体を1機でも単品購入した場合、後から全同梱版の購入は出来ずスキンやエンブレムも入手不可能となる CFA-44 Butterfly Master Skinを使うには「Original Aircraft Series」か「CFA-44 Nosferatu Set」が必要 |
| FB-22 Strike Raptor Set                               | 2021年4月28日                                   | 機体：FB-22 Strike Raptor（スキン7種込み）を追加 | Experimental Aircraft Seriesに含まれる機体を1機でも単品購入した場合、後から全同梱版の購入は出来ずスキンやエンブレムも入手不可能となる CFA-44 Butterfly Master Skinを使うには「Original Aircraft Series」か「CFA-44 Nosferatu Set」が必要 |
| F-16XL Set                                            | 2021年4月28日                                   | 機体：F-16XL（スキン7種込み）を追加 | Experimental Aircraft Seriesに含まれる機体を1機でも単品購入した場合、後から全同梱版の購入は出来ずスキンやエンブレムも入手不可能となる CFA-44 Butterfly Master Skinを使うには「Original Aircraft Series」か「CFA-44 Nosferatu Set」が必要 |
| 25th Anniversary DLC - Cutting-edge Aircraft Series - | 2021年11月17日                                  | 機体：F-2A -Super Kai-、F/A-18F Super Hornet Block III、MiG-35D Super Fulcrum（それぞれスキン7種込み）の計3種を追加 機体スキン：MiG-31B Varcolac Skin、Su-37 Varcolac Skin、F-15 S/MTD General Resource Skin、F/A-18F General Resource Skin、F-16C General Resource Skin、X-02S Razgriz Skin、F-22A Razgriz Skin、F-16C Windhover Skin、Su-57 Scarface Skin、F-2A Nagase Skin、ADFX-01 Glowing Red Skin、X-02S Prototype Skin、ADFX-01 Block1 Skinの計13種を追加 エンブレム：25th Anniversary Nugget -Gryphus 1-、25th Anniversary Nugget -Garuda 1-、25th Anniversary Nugget -Scarface-、25th Anniversary Nugget -Nemo-、Mobius 1、Z.O.E.Project、ACES、ACES (SectionLeader)、TOP GUNNERS、AERIESの計10種を追加 | Cutting-edge Aircraft Seriesに含まれる機体を1機でも単品購入した場合、後から全同梱版の購入は出来ずスキンやエンブレムも入手不可能となる F-15 S/MTD General Resource Skinを使う場合「Experimental Aircraft Series」か「F-15 S/MTD Set」が必要 ADFX-01 Glowing Red SkinおよびADFX-01 Block1 Skinを使う場合「シーズンパス」か「ADFX-01 Morgan Set」が必要 |
| F-2A -Super Kai- Set                                  | 2021年11月17日                                  | 機体：F-2A -Super Kai-（スキン7種込み）を追加 | Cutting-edge Aircraft Seriesに含まれる機体を1機でも単品購入した場合、後から全同梱版の購入は出来ずスキンやエンブレムも入手不可能となる F-15 S/MTD General Resource Skinを使う場合「Experimental Aircraft Series」か「F-15 S/MTD Set」が必要 ADFX-01 Glowing Red SkinおよびADFX-01 Block1 Skinを使う場合「シーズンパス」か「ADFX-01 Morgan Set」が必要 |
| F/A-18F Super Hornet Block III Set                    | 2021年11月17日                                  | 機体：F/A-18F Super Hornet Block III（スキン7種込み）を追加 | Cutting-edge Aircraft Seriesに含まれる機体を1機でも単品購入した場合、後から全同梱版の購入は出来ずスキンやエンブレムも入手不可能となる F-15 S/MTD General Resource Skinを使う場合「Experimental Aircraft Series」か「F-15 S/MTD Set」が必要 ADFX-01 Glowing Red SkinおよびADFX-01 Block1 Skinを使う場合「シーズンパス」か「ADFX-01 Morgan Set」が必要 |
| MiG-35D Super Fulcrum Set                             | 2021年11月17日                                  | 機体：MiG-35D Super Fulcrum（スキン7種込み）を追加 | Cutting-edge Aircraft Seriesに含まれる機体を1機でも単品購入した場合、後から全同梱版の購入は出来ずスキンやエンブレムも入手不可能となる F-15 S/MTD General Resource Skinを使う場合「Experimental Aircraft Series」か「F-15 S/MTD Set」が必要 ADFX-01 Glowing Red SkinおよびADFX-01 Block1 Skinを使う場合「シーズンパス」か「ADFX-01 Morgan Set」が必要 |
| TOP GUN: Maverick Aircraft Set                        | 2022年5月26日                                   | 機体：F/A-18E Super Hornet Top Gun: Maverick、F-14A Tomcat Top Gun: Maverick、5th Gen Fighter Top Gun: Maverick、DarkStar、F-14A Tomcat、F/A-18E Super Hornetの計6種を追加 エンブレム：計10種を追加 通り名：計12種を追加 BGM：「Top Gun Anthem」（小林啓樹アレンジver.）、「Danger Zone」（小林啓樹アレンジver.）の計2種を追加 | 映画『トップガン マーヴェリック』とのコラボレーションDLC。 |

## アップデート
バグ修正や特殊兵装の性能調整といったアップデートは発売後から為されていたが、2020年からエースコンバットシリーズ25周年を迎え比較的大型のアップデートが入るようになった。Steam版では、マルチプレイモードでチートツールの使用、悪質な行為を行ったユーザーに対して、マルチプレイモードがプレイできないようにするアカウント永久凍結処理するためのアップデートが定期的に行われている。
2020年4月2日にシリーズ25周年を記念してスキン9種とエンブレム12種が新たに実装された。エンブレムの中にはアニメ『荒野のコトブキ飛行隊』とコラボレーションしたものも含まれる。2020年8月20日には第2弾として「25th Anniversary Update - US Skin Series -」が配信され、アメリカ海軍および海兵隊に実在した飛行隊の機体スキン3種と、星条旗のストライプをモチーフとしたオリジナル機体スキン2種に加え、エンブレムとしてアメリカ軍の国籍マーク3種が実装された。
2020年10月27日にはキャンペーンモードにEASYよりも簡単な新難易度「CASUAL -EASY-」が実装された。「CASUAL -EASY-」では自機の通常ミサイルの性能が大幅に向上し、弾数も無限となる。また、オプションに「TGT TEXT COLOR」の項目が追加され、TGTの文字色をデフォルト色に加えて、「GREEN」「BLUE」「YELLOW」の3色からも選べるようになった。Steam版では簡体字字幕に対応した。
2020年1月19日にはエースコンバット7発売2周年を記念して「ACE COMBAT 7: SKIES UNKNOWN 2nd Anniversary Update」が配信された。シリーズ歴代主人公機や僚機などを含む全10種の機体スキンと、新規デザインのトリガーエンブレムを含む全10種のエンブレムが実装された。なかには「F/A-18F Red Devils Skin」で出撃した際に特定条件下で発生していた発光現象バグ（2020年9月3日に修正）をあえて再現した「X-02S Glowing Skin」が含まれる。
2021年8月31日には「ACE COMBAT 7: SKIES UNKNOWN 25th Anniversary Update -JASDF Skin Series-」が配信され、自衛隊のアニバーサリースキン3種に加えて、楽曲投票企画で選ばれたマルチプレイモード用のBGMが6種追加された。これら追加スキンは制作に際して、ハセガワからプラモデル用のデカール原画が提供され、テクスチャの参考にされた。
2022年8月2日には「ACE COMBAT 7: SKIES UNKNOWN - 3rd Anniversary Update」が配信された。『エースコンバット3』や『エースコンバット5』の再現スキンや、欧州機のスキン、XFA-27の発光スキンが追加され、3周年記念エンブレムやナゲッツエンブレムに加えて、『アイドルマスター スターリットシーズン』とのコラボエンブレムが追加された。また、新たな通り名が追加された。
| バージョン                                    | 配信日         | 内容 | 備考 |
| --------------------------------------------- | -------------- | --- | --- |
| Ver.1.3.0.0（PS4/XOne） Ver.1.3.0.6（Steam）  | 2020年4月2日   | 機体スキン：F-15C Strider 2 Skin[Count]、F-16C Mage 1 Skin[Clown]、F/A-18F Spare 6 Skin[Full Band]、MiG-29A Spare 8 Skin[Champ]、Mirage 2000-5 Spare 11 Skin[Tabloid]、Rafale M Alicorn Skin 、Su-47 Rage Skin、Su-47 Scream Skin、Su-33 Spare 2 Skin[Count]の計9種追加 エンブレム：Trigger(Low-Vis)、Mage(Low-Vis)、Spare(Low-Vis)、Strider(Low-Vis)、LRSSG(Low-Vis)、Alicorn Squadron、Mimic Squadron、Three Strikes Nugget、Mihaly Nugget、Kotobuki Team Emblem、Kylie Emblem、Harukaze Team Emblemの計12種追加 | Kotobuki Team Emblem、Kylie Emblem、Harukaze Team Emblemは『荒野のコトブキ飛行隊』とのコラボ。                                                                       |
| Ver.1.4.0.0（PS4/XOne） Ver.1.4.0.6（Steam）  | 2020年8月20日  | 機体スキン：F/A-18F Jolly Rogers Skin、F/A-18F Red Devils Skin、F-14D Jolly Rogers Skin、F-16C Patriot Skin、F-15C Patriot Skinの計5種追加 エンブレム：United States、United States (Low-Vis)、United States (Low-Vis, Alt)の計3種追加 | アメリカ国防総省の許可を得て制作されている。 |
| Ver.1.5.1.0（PS4/XOne） Ver.1.5.1.6（Steam）  | 2020年10月27日 | 新難易度：「CASUAL -EASY-」を追加 新オプション：「TGT TEXT COLOR」を追加 表示言語と実績を簡体字に対応（Steam版のみ） | |
| Ver.1.6.0.0（PS4/XOne） Ver.1.6.0.7（Steam）  | 2021年1月18日  | 機体スキン：X-02S Glowing Skin、F-22A Phoenix Skin、F-4E Mobius Skin、F-15E Garuda Skin、ASF-X Ridgebacks Skin、F-16C Crow Skin、Su-37 Scarface Skin、Typhoon UPEO Skin、 F-22A Gryphus Skin、Su-37 UPEO Skinの計10種追加 エンブレム：25th Anniversary Nugget -Mobius 1-、25th Anniversary Nugget -Yellow 13-、ACE COMBAT 7 2nd Anniversary、Shooter (emblem)、Spooky (emblem)、Falco (emblem)、UNF、UNICS、Arrows (Low-Vis)、Falcoの計10種追加 | F-4E Mobius Skinを使うには「F-4E Phantom II + 3 Skins」が必要。 ASF-X Ridgebacks Skinを使うには「Original Aircraft Series」、もしくは「ASF-X Shinden Ⅱ Set」が必要。 |
| Ver.1.8.1.0（PS4/XOne） Ver.1.8.1.8（Steam）  | 2021年8月31日  | 機体スキン：F-2A 6SQ 60th ANNIVERSARY Skin、F-15J KOMATSU SPECIAL MARKING 2017 Skin、F-4E 301SQ F-4 Final Year 2020 Skinの計3種追加 マルチプレイモードで再生されるBGMを6曲追加 | F-4E 301SQ F-4 Final Year 2020 Skinを使うには「F-4E Phantom II + 3 Skins」が必要。                                                                                   |
| Ver.2.2.0.0（PS4/XOne） Ver.2.2.0.13（Steam） | 2022年8月2日   | 機体スキン：F-14A Wardog Skin、F-14A Razgriz Skin、F-14D Wardog Skin、F-15 S/MTD Dision Skin、F-22A General Resource Skin、F-22A Dision Skin、Gripen E Splinter Camo Skin、Mirage 2000-5 Prototype Color Skin、MiG-29A UPEO Skin、Rafale M Shining Wing Skin、Su-37 UPEO Skin、Su-47 UPEO Skin、Typhoon Prototype Color Skin、XFA-27 Glowing Green Skinの計14種追加 エンブレム：ACE COMBAT 7 3rd Anniversary、25th Anniversary Nugget -Antares-、25th Anniversary Nugget -Warwolf-、25th Anniversary Nugget -Reaper-、アイドルマスター スターリットシーズンより天海春香、如月千早、星井美希、安部菜々、神崎蘭子、城ヶ崎美嘉、春日未来、最上静香、伊吹翼、杜野凛世、大崎甘奈、大崎甜花、奥空心白の計17種追加 通り名：PHOENIXの計1種追加 | F-14A Wardog Skin、F-14A Razgriz Skin、F-15 S/MTD Dision Skin、XFA-27 Glowing Green Skinを使うにはそれぞれの機体DLCの購入が必要。                                    |

## 開発

### ロケ地
シネマティクスシーンは実在する様々な場所が活用されている。
本作冒頭のシーンはカリフォルニア州のヤンクス航空博物館、エイブリルがF-104を離陸させるシーンやミハイがSu-30SMで離着陸するシーンは同州のエル・ミラージュ乾湖、第444航空基地の外観や独房は同州の元刑務所であるマイラ・ローマ・ディテンション・センター、第444航空基地の格納庫や基地司令執務室はモハベ航空宇宙港が活用されている。ミハイやボスルージ系パイロットが話し合ったバー「SALTY SAILOR」は、吉祥寺に位置するジャズバー「SOMETIME」の内装をほぼそのまま使用している。タイラー島は伊豆大島が使われている。エイブリルがF-104のエンジンを見つめるシーンは航空自衛隊の浜松広報館で実機が撮影された。ISEVの無人機生産工場は兵庫県明石市に位置する川崎重工のロボットディビジョンで撮影された。EASAの実験基地は北九州空港のスターフライヤーメンテナンスセンター、第444航空基地でエイブリルとタブロイドが密談するシーンは千葉県君津市のAQUASTUDIO、アドミラル・アンダーセンは護衛艦いずも、ミハイの療養所は東京都福生市のデルマースタジオで撮影されている。

## 評価・売上・受賞
国内初週販売本数は20.2万本を記録し、シリーズ最高の初動売上を記録した（ダウンロード版は含まず）。また、バンダイナムコエンターテインメントは2020年6月30日に全世界累計出荷本数が200万本を突破したことを発表した。2021年1月18日には世界累計販売本数が250万本を突破、2021年8月18日には300万本を突破したことを発表した。2022年11月17日には400万本を突破したことを発表。販売本数の伸長には映画『トップガン マーヴェリック』とのコラボDLCの影響が大きかったとされる。2023年11月23日には500万本を突破したことを発表、発売6周年の2025年1月17日には売上本数が600万本を突破したことを発表した。

### 受賞
- 日本ゲーム大賞2018 - フィーチャー部門[85]
- CEDEC AWARDS 2019 - サウンド部門 最優秀賞[86]
- PlayStation Awards 2019[87]
  - PlayStation VR賞
  - Gold Prize
- PlayStation® Game Music大賞 2024 - Spotify ストリーミング部門 第8位[88][注 45]

## 派生商品
本作に完全対応したフライトスティックが各社から発売されている。いずれもHOTAS仕様準拠。T-Flight Hotas 4/One エースコンバット7 エディションは、PROJECT ACESがキー割り当てを最適化している。いずれもPCでの使用にも対応する。
| メーカー | 製品名                                                                        | PS4対応 | XBOne対応 | PC対応 | 発売日        | 備考                                                                                       |
| -------- | ----------------------------------------------------------------------------- | ------- | --------- | ------ | ------------- | ------------------------------------------------------------------------------------------ |
| HORI     | 『エースコンバット7 スカイズ・アンノウン』フライトスティック for PlayStation4 | ○       | -         | ○      | 2019年1月     | PS3も対応。                                                                                |
| MSY      | T-Flight Hotas 4 エースコンバット7 エディション                               | ○       | -         | ○      | 2019年1月16日 | PS4使用時はPROJECT ACESが最適化した割当を自動適用。                                        |
| MSY      | T-Flight Hotas One エースコンバット7 エディション                             | -       | ○         | ○      | 2019年1月16日 | Xbox One及びWindows公式ライセンス取得。Hotas 4同様PROJECT ACESが最適化した割当を自動適用。 |